# História de Lisboa

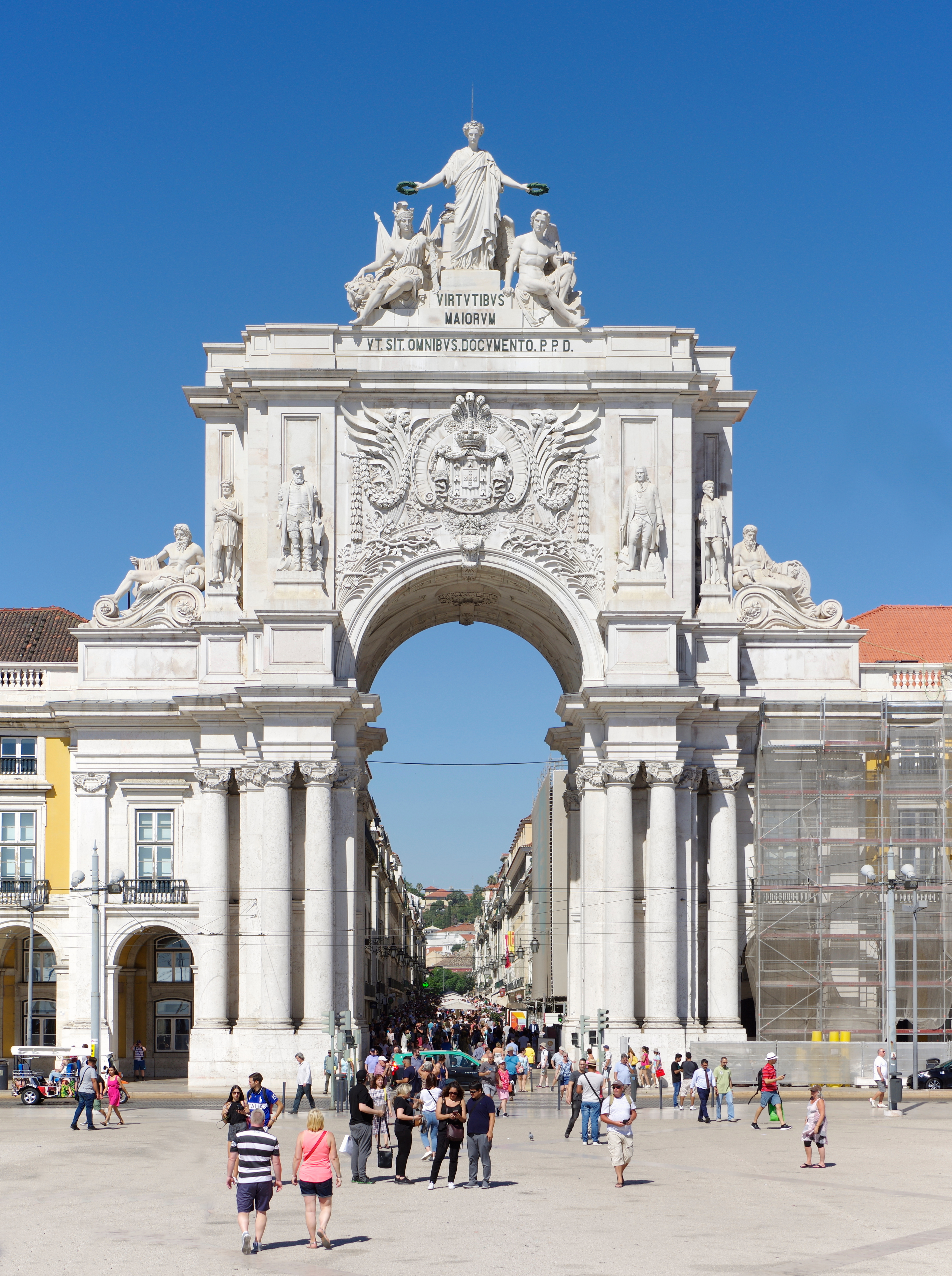
Arco da Rua Augusta, no Terreiro do Paço, também conhecido por Praça do Comércio, a Praça Maior de Lisboa que se abre para o Tejo

A história de Lisboa circula à volta da sua posição geográfica estratégica no estuário do Tejo, sendo o rio Tejo o maior da Península Ibérica. O seu porto natural é o melhor para o reabastecimento dos barcos que fazem o comércio entre o Mar do Norte e o Mediterrâneo. A sua localização no Sudoeste da Europa aproxima-a dos novos continentes da África Subsahariana e da América.

## Pré-história
Existem vestígios de ocupação humana na área que hoje é Lisboa de há muitos milhares de anos, atraídos pela proximidade do estuário do Tejo. Os primeiros habitantes humanos da região teriam sido os Neandertais, extintos há cerca de 30.000 anos pela chegada à Península do Homem moderno. Durante o período Neolítico, os povos do ocidente Ibérico estão entre os pioneiros na construção e na difusão dos megálitos de função religiosa, e assim o fizeram na região, tal como os restantes povos da Europa Atlântica: dólmenes, menires e cromeleques terão sido comuns, sendo que alguns ainda existem actualmente.

## Origens: Os estrímnios e a Ofiússa; tartéssicos, fenícios e celtas

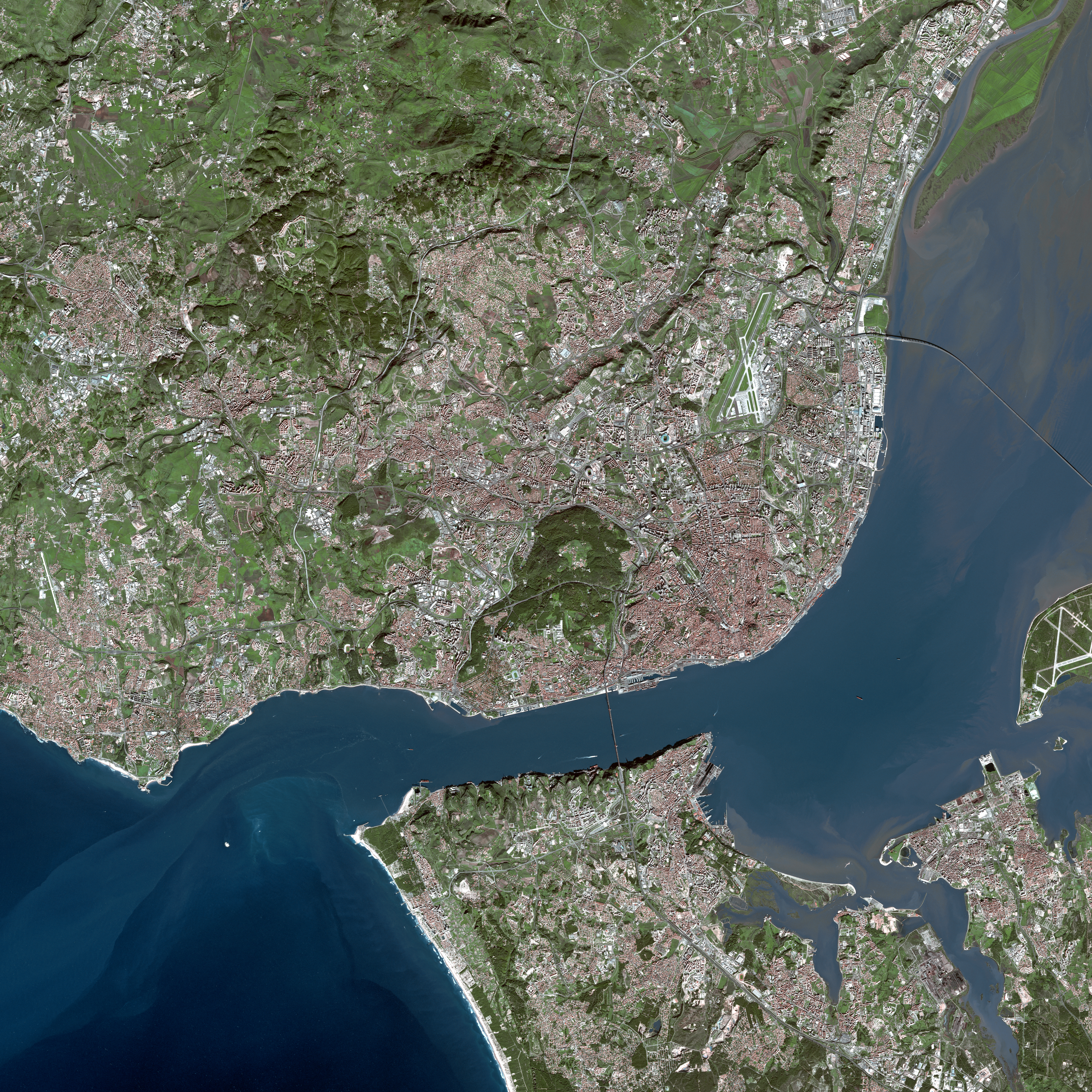
Situação de Lisboa na margem norte do Mar da Palha, à direita. O Atlântico fica para a esquerda

Diz a lenda popular e romântica que a cidade de Lisboa foi fundada pelo herói mítico Ulisses. Os Estrímnios são dados como o primeiro povo nativo conhecido de Portugal. Oestremni significaria (povo do) extremo ocidente. Eles estendiam o seu território da Galiza até ao Algarve. A primeira invasão documentada ocorreu muito antes do início da Era Comum, quando os Ofis e outras tribos entraram na Península Ibérica e colonizaram as terras férteis dos Oestreminis, perto dos rios Douro e Rio Tejo.
Recentemente foram feitas descobertas arqueológicas perto do Castelo de São Jorge e da Sé de Lisboa que comprovam que a cidade teria sido visitada pelos fenícios cerca de 1 200 a.C., e se já existindo previamente, com estes comerciava e se relacionava. Nessa época os fenícios viajavam até às ilhas Sorlingas e à Cornualha, na Grã-Bretanha, para comprar estanho aos nativos.
O Mar da Palha ou estuário do Tejo é o melhor porto natural do percurso e o rio uma importante via para as trocas de alimentos e metais com as tribos do interior; tendo sido posteriormente teorizada, talvez por isso, a fundação de uma colónia comercial chamada Alis Ubbo, que na língua fenícia significa "porto seguro" ou "enseada amena" (sendo provavelmente afilhada da grande cidade de Tiro, no Líbano). A povoação, eventualmente já anterior, estendia-se então desde a colina onde hoje se situam o Castelo e a Sé, até ao rio, que chamavam Daghi ou Taghi (que significa "boa pescaria" em fenício).[carece de fontes?]
Uma outra teoria sustenta a origem do seu nome na toponímia celta ou pré-celta do rio Tejo. Ao seu nome original, Lisso ou Lúcio, teria sido adicionado o sufixo Tartéssio.
Com o desenvolvimento de Cartago, uma colónia fenícia, o "controlo" ou o contacto comercial mais estreito com Alis Ubbo passou para essa cidade.[carece de fontes?] Durante séculos, fenícios e cartagineses terão desenvolvido ou estabelecido relações com a cidade a partir do que foi um simples entreposto comercial para o comércio nos mares do Norte, para um importante mercado onde eram trocados os seus produtos manufacturados pelos metais, peixe salgado e sal da região e das tribos contactadas pela via fluvial do Tejo.[carece de fontes?] Os cavalos, antepassados dos actuais cavalos lusitanos, já eram então famosos no Mediterrâneo pela sua velocidade, tendo Plínio afirmado que as éguas do Tejo deveriam ser fecundadas pelo vento.
Com a chegada dos celtas, estes misturaram-se com os povos iberos ou Ibéricos locais, dando origem às tribos de língua celta da região, os Cónios ou Cinetes, os Sefes e os Cempsos. [carece de fontes?]
Os antigos gregos tiveram provavelmente na foz do Tejo um posto de comércio durante algum tempo, mas os seus conflitos com os Cartagineses por todo o Mediterrâneo levaram sem dúvida ao seu abandono devido ao maior poderio de Cartago na região nessa época.
Por outro lado, o sufixo "ippo" (ipo) é característico de áreas de influência tartéssica ou turdetana.

Os deuses Aracus, Carneus, Bandiarbariaicus e Coniumbricenses eram venerados em "Lisboa" na época pré-romana, pelos Túrdulos da região.

## Olissipo: Lisboa romana
Os Romanos conquistaram a cidade em cerca de 139/138 a.C., após destruírem Cartago a capital dos cartagineses comerciantes em Alis Ubbo. A campanha foi liderada por Décimo Júnio Bruto Galaico, durante a expansão romana na Península Ibérica e a Guerra Lusitana. 
Alis Ubbo foi renomeada de Olissipo, Felicitas Julia Olissipo, em homenagem à deusa Felicitas e à dinastia Júlia. Recebeu estatuto e autonomia como Município Romano, não pagando impostos a Roma os territórios num raio de 50km em seu redor. Olissipo foi integrada na província romana da Lusitânia, cuja capital era Emeritas Augusta (Mérida, atual Estremadura de Espanha). Os habitantes da cidade que lutassem ao lado das Legiões era-lhe reconhecido o título de cidadãos romanos.
A Olissipo romana teve um reforço da muralha, a antiga Ribeira Velha (Campo das Cebolas) e o porto (Rua Augusta e Baixa). Teve um anfiteatro que descia a colina até ao Terreiro do Trigo. O seu centro urbano localizava-se entre a colina do castelo e a Baixa, com as zonas mais ribeirinhas ainda submersas pelo Tejo. No século I, foi construído o Teatro de Olissipo, um dos mais antigos e importantes vestígios da presença romana na cidade. Ptolomeu designava Olissipo como sendo a cidade de Ulisses.  
Durante o seu período romano a cidade foi uma importante praça comercial, estabelecendo a ligação entre as províncias do Norte e o Mediterrâneo. Olissipo era famosa pelo fabrico de garum, alimento de luxo feito de pasta de peixe, conservado em ânforas e exportado para Roma e todo o império. Outros produtos comercializados eram o vinho, o sal e os cavalos lusitanos. No seu tempo, para além exploração das minas de ouro e prata, a maior receita provinha de tributos, impostos, resgates e saques, que incluíam ouro e prata dos tesouros públicos dos povos da Lusitânia e de outras feitorias peninsulares. 

Nos finais do Império Romano do Ocidente, Olissipo foi um dos primeiros centros a introduzir e a desenvolver o cristianismo na Península Ibérica. O primeiro bispo de Olissipo foi São Gens. 

Olisipo situava-se na província romana da Lusitânia

## As Invasões e os Germanos

Reino dos Visigodos antes da Conquista do Reino dos Suevos

Em consequência da queda do império, Olissipo foi vítima de invasões bárbaras, dos alanos, dos vândalos e dos suevos, tendo sido parte do seu reino. Foi tomada pelos visigodos de Toledo, que lhe chamavam “Ulishbona”.
A degeneração do Império, e a feudalização da sociedade romana levaram às primeiras invasões dos povos Germanos, Hunos e outros. Inicialmente aceites como colonos nas terras desertificadas pelas epidemias terríveis que mataram grande parte da população da época (provavelmente de Sarampo e Varíola), transformaram-se depressa em expedições militares com objectivos de saque e conquista.
No início do século V os Vândalos (que depois se retiram para o Norte de África) tomam Olisipo, seguidos dos Alanos. Em 419, Olisipo foi saqueada e queimada pelos godos do Rei tribal Vália, Remismundo conquistou Lisboa em 468 com a ajuda de um hispano-romano de Lisboa chamado Lusídio, e finalmente em 469 é integrada no Reino Suevo
cuja capital era Braga. Após a invasão dos visigodos, estes estabelecem-se em Toledo e após várias guerras durante o século VI, conquistam os suevos, unificando a Península Ibérica, incluindo a cidade que chamavam Ulishbona.
Durante esta época conturbada, Lisboa perde as ligações políticas com Constantinopla, mas não as comerciais. Mercadores gregos, sírios, judeus e outros, vindos do Oriente, formam comunidades que trocam os produtos locais com os do Império Bizantino, Ásia e Índia.

## Alusbuna: Lisboa muçulmana
Após três séculos de saques, pilhagens e perda de dinâmica comercial, Ulishbona era pouco mais que uma vila no início do século VII. Os árabes Omiadas liderados por Tárique conquistam o Reino Visigótico em 711 aproveitando a sua guerra civil, após terem conquistado Cartago aos Bizantinos e os Berberes no Norte de África. Ulishbona foi conquistada pelas tropas de Abdalazize ibne Muça.
Al-Ushbuna foi a adaptação árabe do seu nome, integrada no Emirato de Córdova do Califado Omíada, com a capital em Damasco. Foi construído o castelo de Alusbuna, com a cerca velha sobre a colina, com a alcáçova (palácio) para os valis (governadores), mesquitas e uma almedina chamada Alfama, que ampliou o centro urbano original. A cultura Moçárabe teve origem neste contexto, falantes da língua moçárabe que mantém a origem românica com influência da língua árabe. O cristianismo moçárabe tinha o seu próprio bispo e foi tolerado na qualidade de dhimmi em troca de imposto, o jizia. A comunidade Judaica foi reforçada pelos judeus que ocuparam posições de destaque nas áreas do comércio, administração e medicina. Alusbuna tornou-se um centro importante para a comunidade judaica que aproveitou a elevação da cidade a núcleo comercial proeminente. 
Os Omíadas introduziram nos arredores da cidade a sua agricultura irrigada, que é muito mais produtiva que os métodos de sequeiro anteriores. As águas do Tejo e seus afluentes são usadas para irrigar a terra no Verão, produzindo várias colheitas por ano e vegetais como alfaces e frutos como as laranjas. A cidadela de al-Madan, a atual Almada é fundada na margem sul do tejo para proteger a cidade.
Em 844, várias dezenas de barcos dos viking surgem no Mar da Palha, liderados por Hastein. Os Escandinavos estabelecem o cerco, conquistam a cidade e os campos à volta, onde ficam durante 13 dias. Mas os vikings acabariam por partir face à resistência continuada dos habitantes da cidade liderados por Alá Abzeme.
Em 929, os Omiadas separaram-se do médio oriente e fundaram o seu próprio califado Al-Andalus, o Califado de Córdova com a capital em Córdova. Tornaram-se independentes do novo califado dos Abássidas, que apoderou-se da maior parte do antigo califado. No início do século X surgem em Alusbuna várias seitas islâmicas de conversos da população hispânica. Estas seitas são formas de organização política com que os autóctones se revoltam contra os obstáculos postos na sua ascensão social por um sistema hierárquico em que primeiro vinha a pequena elite de descendentes do profeta Maomé, depois os Árabes de sangue puro, a seguir Berberes ou mouros e só depois os Latinos arabizados e muçulmanos. Vários líderes Latinos surgem, como Ali ibn Ashra e outros, que se declaram Profetas ou descendentes de Ali (xiitas) que com aliados em outras cidades iniciam guerras civis com as tropas árabes sunitas.
Novo ataque viquingue seguir-se-ia sem sucesso em 966. Alusbuna tornou-se um grande centro administrativo e comercial para as terras junto ao Tejo, recolhendo os seus produtos e trocando-os por produtos do Mediterrâneo Árabe, particularmente Marrocos, Tunísia, Egito, Síria e Iraque. Segundo as estimativas actuais a cidade teria no seu apogeu, no século X, mais de 100 mil habitantes, e com Constantinopla, Salónica, Córdova e Sevilha, Roma, Milão e Palermo seria uma das maiores cidades da Europa, muitas vezes maior que Paris e Londres, que em plena Idade Média teriam apenas 5-10.000 habitantes. Além do sal, peixe e cavalos, negociavam-se as especiarias vindas do Levante, as plantas medicinais, os frutos secos, mel e peles. 
Por volta de 1020-1022, Ibn Ziyad proclamou a Taifa de Lisboa e a sua independência do Califado de Córdova. Houve um período conhecido por régulo eslavo, em que o eslavo Sabur al-Saqlabi e os seus filhos Abd al-Aziz ibn Sabur e Abd al-Malik ibn Sabur foram governantes da taifa de Lisboa, mostrando que os Saqaliba estavam integrados na população e podiam ter posições políticas. No entanto, a Taifa de Sevilha também se tornou independente e conquistou Alusbuna com a queda do califado em 1031. A Cerca Velha e possivelmente o Castelo de Alusbuna foram reforçados por Almutadide, emir de Sevilha. Em 1044, Alusbuna é conquistada pela Taifa de Badajoz. Os bairros fora da muralha cresceram: como Alfama de Fora e a Mouraria. Consta nas crónicas uma grande rebelião dos berberes do norte de África frente aos árabes Omíadas do médio oriente.
A expansão dos Almorávidas chamados de "mouros", uma confederação berbere com capital em Marraquexe, teve início em 1091 tomando grande parte das taifas do sul da Península Ibérica, incluindo a Taifa de Badajoz e a cidade de Alusbuna. No Reino de Leão, Afonso VI declarou a abolição do cristianismo moçárabe e a substituição pelo rito romano. Afonso VI após conquistar a cidade de al-Santaryn (Santarém) tentou conquistar Alusbuna em 1093, mas sem sucesso. O ataque reforçou a fortificação da cidade que permaneceu integrada no Império Almorávida. 

## Cruzadas: o Reino de Portugal conquista Lisboa
A norte do Império Almorávida, o Condado Portucalense do Reino de Leão inicia o seu processo de independência em 1128, com D. Afonso Henriques, capital em Guimarães. Afonso Henriques começa conquistar territórios almorávidas a sul e tenta conquistar Alusbuna em 1137, mas fracassou frente às muralhas da cidade. Em 1138 declara-se rei do Reino de Portugal, mudando a capital para Coimbra. 
Famosa e opulenta, a cidade de Alusbuna daria ao reino bastante prestígio. Em 1140, aproveita os cruzados que passavam pelo Reino de Portugal para um segundo ataque, que novamente falha.

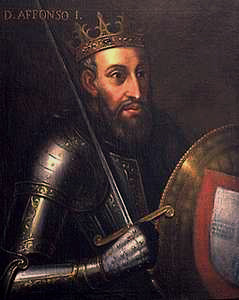
Afonso Henriques

Em 1147, o Império Almorávida foi conquistado pelo Califado Almóada, que integra a cidade de Alusbuna. Em Junho e Julho do mesmo ano, D. Afonso Henriques faz um terceiro ataque a Alusbuna, aproveitando a instabilidade do novo califado, com a ajuda de uma força mais numerosa de cruzados, cerca de 164 barcos cheios de homens. Enquanto as suas forças portuguesas atacavam pela terra, os cruzados, na sua maioria ingleses e normandos, aliciados pelas promessas de pilhagem livre, montaram as suas máquinas de cerco, como catapultas e torres, e atacavam simultaneamente pelo mar e impediam a chegada de reforços vindos do sul. 
Nas primeiras batalhas os almóadas venceram os cristãos. Conta a lenda que, após muitas tentativas, uma das portas é arrombada e o português Martim Moniz consegue mantê-la aberta com o próprio corpo permitindo que os seus companheiros entrassem, ainda que morrendo esmagado por ela. Mais provavelmente com a ajuda das máquinas de sítio, as muralhas são ultrapassadas, em 23 de Outubro de 1147. Segundo Osberno, depois de entrarem na cidade, os colonienses e os flamengos não respeitam o juramento nem palavra dada ao rei de Portugal e saquearam a cidade, actuam sem respeito contra as donzelas e cortam o pescoço ao bispo da cidade. Depois da conquista da cidade, uma epidemia de peste dizima milhares de vidas entre os moçárabes e muçulmanos.
Dom Afonso Henriques toma posse de Lixbona ou Lisbona, oficialmente no dia 1 de Novembro, quando numa cerimónia religiosa manda transformar a grande mesquita de sete cúpulas, a Aljama, em Sé Catedral. O Bispo é Gilbert de Hastings, um cruzado inglês, e a muitos dos cruzados mais proeminentes são doadas terras da região e títulos.

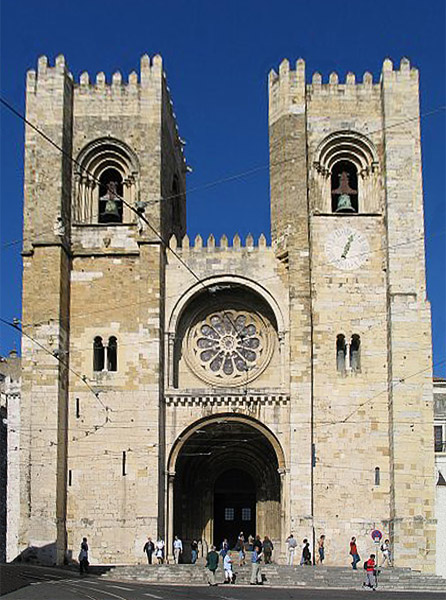
A Sé Românica de Lisboa

Em 1173, São Vicente tornou-se o padroeiro da cidade. Segundo a lenda, os seus restos mortais foram transladados para a Capela-mor da Sé, mandados trazer do Algarve, no Califado Almóada. O Rei deu o Foral em 1179, e inaugurou uma grande nova feira ou mercado, tentando recuperar as ligações comerciais da cidade. O resultado destes esforços é que os mercadores portugueses cristãos ou judeus não só retomam algumas das antigas ligações comerciais, como na Andaluzia (Sevilha e Cádis), e no Mediterrâneo, até Constantinopla, como abrem-se novas vias para os portos da Europa do Norte, que os muçulmanos raramente visitavam devido às diferenças ideológicas. Santo António nasce em 1195 na cidade com o nome de Fernando de Bulhões.
A primeira vocação da Lisboa do Reino de Portugal foi, mais uma vez, a mediação do comércio entre o Mar do Norte e o Mediterrâneo, mas graças aos avanços na navegação oceânica os volumes tornaram-se cada vez maiores. Casas de mercadores Portugueses abriram em Sevilha, Southampton, Bruges e nas cidades da Hansa. Trocam-se as especiarias, sedas e mezinhas mediterrâneas; ouro, marfim, arroz, alúmen, amêndoas e açúcar comprados aos Árabes e mouros; juntamente com o azeite, sal, vinho, cortiça, mel e cera Portuguesas com os têxteis de lã ou linho finos, estanho, ferro, corantes, âmbar, armas, peles e produtos artesanais do Norte. São fundados estaleiros para a construção de mais barcos comerciais e militares, cuja Armada é essencial na protecção do comércio contra os piratas sarracenos. Para responder à crescente demanda pelas populações cada vez maiores da Europa no século XII e XIII, foram estimuladas as inovações na construção dos barcos, que da barca forte mas tosca passam, numa síntese de conhecimento cristão, viquingue e árabe, para a caravela (primeira referência em 1226), o primeiro verdadeiro navio atlântico. Às profissões ligadas à navegação, como carpinteiros e marinheiros, são dados privilégios e protecção, incluindo a criação em Lisboa de um Juiz próprio, o Alcaide do Mar (1242).
Um efeito indirecto de todo este dinamismo de Lisboa é a ruína dos comerciantes germânicos, que faziam o mesmo comércio por ter (uma rota mais dispendiosa mas a única possível quando os navios muçulmanos e os seus piratas controlavam o sul de Espanha e o estreito de Gibraltar) entre os Países Baixos e a Hansa e a Itália e os seus portos. O Sacro Império Romano-Germânico perde influência sobre os seus reinos, ducados e cidades-estado constituintes, e os mercadores alemães, até aí senhores do comércio Europeu, são forçados a procurar novos mercados a oriente.
No seguimento desta prosperidade, com a conquista definitiva dos Algarves no século XIII e o aumento da segurança em Lisboa, Afonso III de Portugal escolhe em 1256 a maior e mais vigorosa cidade do seu reino para capital, movendo para aí a Corte, os Arquivos e a Tesouraria (que estavam em Coimbra). Dom Dinis, o primeiro Rei a presidir todo o seu reinado em Lisboa, cria aí a Universidade em 1290, que transfere para Coimbra em 1308 apenas devido aos conflitos crescentes dos estudantes com os lisboetas. É nesta altura que a zona onde hoje está o Terreiro do Paço é reclamada ao mar, através de drenagens do terreno já lamacento (era rio livre até ao tempo da conquista, mas sedimentou devido aos depósitos do rio). Novas ruas são desenhadas, como a Rua Nova, e o Rossio torna-se pela primeira vez centro da cidade, roubando essa distinção à colina do Castelo. Outras construções de D. Dinis foram uma muralha frente novo Cais da Ribeira contra os piratas, e renovações do Palácio Árabe (a Alcáçova, destruída no Terramoto de 1755 e da Sé.
Além das colónias de Portugueses nas cidades do Norte da Europa, colónias de mercadores do resto da Europa estabelecem-se em Lisboa, uma das mais importantes cidades do comércio internacional. Sem contar com os judeus (que já existiam como Portugueses), os Genoveses são os mais numerosos, acompanhados de Venezianos e outros Italianos, além de Holandeses e Ingleses. Estes mercadores trazem para Portugal novas técnicas cartográficas e de navegação, além de técnicas bancárias, financeiras e outras conhecidas como o sistema do Mercantilismo, além de conhecimentos das origens Asiáticas dos produtos de luxo como as sedas e especiarias, que trazem do Oriente Bizantino e Islâmico.
Politicamente as tensões com Castela são contrabalançadas com uma Aliança assinada em 1308, que perdurou ininterruptamente até hoje, com o principal parceiro comercial de Lisboa (e também do Porto), a Inglaterra. A aliança forma um dos dois lados da Guerra dos cem anos, no outro lado estão além de Castela a França. No tempo de Fernando de Portugal inicia-se uma guerra com Castela, e os barcos lisboetas com canhões são recrutados assim como os Genoveses num ataque mal-sucedido a Sevilha. Em resposta os castelhanos põem cerco a Lisboa, tomando-a em 1373, mas são pagos para se retirarem. É no seguimento deste desastre que são construídas as Grandes Muralhas Fernandinas de Lisboa.
Socialmente em baixo viviam todo o tipo de jornaleiros e mercadores de rua, além dos pescadores e dos agricultores das hortas de vegetais. São desta época as várias Ruas dos ofícios, nas quais se organizavam as corporações dos mesteriais, dirigidos pelos Mestres: Rua do Ouro (ourives); Rua da Prata (joalheiros de pratas); Rua dos Fanqueiros; Rua dos Sapateiros; Rua dos Retroseiros e Rua dos Correeiros. Estas corporações educavam os aprendizes e tinham sistemas de protecção social e controlo dos preços que beneficiavam os seus membros. A aristocracia, atraída pela corte, estabelecia-se construindo grandes palácios, e desempenhava funções burocráticas. Mas a mais importante classe social de Lisboa, mesmo após o ganho de funções políticas enquanto capital, era a dos mercadores, a burguesia que era a força deste núcleo comercial que era dos mais importantes da Europa. São os magnatas do comércio que controlam a cidade e o seu concelho oligárquico. É devido às necessidades destes que se organizam na cidade os profissionais: banqueiros para coordenar os riscos; homens das Leis para proteger e manipular os seus direitos legais; especialistas e cientistas para construir os seus barcos e instrumentos de navegação. Com a sua influência, conseguem extrair da Monarquia medidas mercantilistas que os favorecem, e são o grande impulso à exploração de novos mercados. A Companhia das Naus é fundada, uma verdadeira companhia de seguros, que exige pagamento de cotas obrigatórias de todos os armadores em troca da partilha de perdas após naufrágios, organizando os mais de quinhentos grandes navios dos magnatas da cidade. Com os crescentes lucros, os mercadores mais ricos adquirem títulos de nobreza, enquanto os fidalgos mais pobres se dedicam ao comércio.
Entre as minorias, contavam-se as dos judeus e dos muçulmanos (não só mouros mas também árabes e latinos islamizados de língua árabe). Havia uma grande judiaria que ocupava as freguesias de Santa Maria Madalena, São Julião e São Nicolau, na Rua Nova e dos Mercadores (onde ficava a Grande Sinagoga). Os judeus são grandes comerciantes, com ligações aos seus correligionários por toda a Europa, Norte de África e Médio Oriente, e os que não praticam o comércio constituem grande parte dos letrados, como médicos, advogados, cartógrafos e especialistas nas ciências ou artes. Entres judeus Sefarditas de Lisboa contam-se grandes nomes como os Abravanel. No entanto são forçados a viver separadamente, proibidos de sair à noite, obrigados a usar distintivos nas vestes e pagam impostos extra, além de serem sempre as primeiras vítimas em situações de revolta popular.
A Mouraria era o gueto correspondente para os muçulmanos, contendo a Grande Mesquita, situada na Rua do Capelão. Contudo não eram prósperos e educados como os judeus, já que as elites muçulmanas tinham fugido para o Norte de África, enquanto os judeus letrados falantes de Português não tinham outra Pátria. A maioria eram trabalhadores de baixo nível de qualificações com salários baixos, e muitos eram escravos de cristãos. Também eles tinham de usar símbolos nas vestes e pagar impostos extra, e sofriam as violências das multidões. O termo saloio provém do imposto especial que pagavam os muçulmanos que cultivavam as hortas nos limites da cidade, o salaio; assim como o termo alfacinha vem do cultivo desses vegetais pelos árabes, então pouco consumidos no Norte.
No entanto a prosperidade da cidade viria a ser interrompida. Em 1290 ocorre o primeiro grande terramoto histórico, morrendo milhares de pessoas e desmoronando-se muitos edifícios. Novos terramotos registam-se em 1318, 1321, 1334, 1337 e um grande em 1344 que destrói parte da Sé e da Alcáçova, em 1346, 1356 (destrói outra porção da Sé), 1366, 1395 e 1404 possivelmente todos resultantes de reajustamentos na mesma falha. A fome surge em 1333 e em 1348 surge pela primeira vez a Peste Negra, que terá morto metade da população, com novos surtos de menor mortandade em cada década, à medida que nasciam mais pessoas susceptíveis. Estas catástrofes destruíram em Lisboa como na restante Europa a Civilização vibrante da Baixa Idade Média, com as suas catedrais e o seu espírito de Cristandade universal, mas prepararam o caminho para o surgimento da nova Civilização dos Descobrimentos e do novo espírito científico.

## Revolução

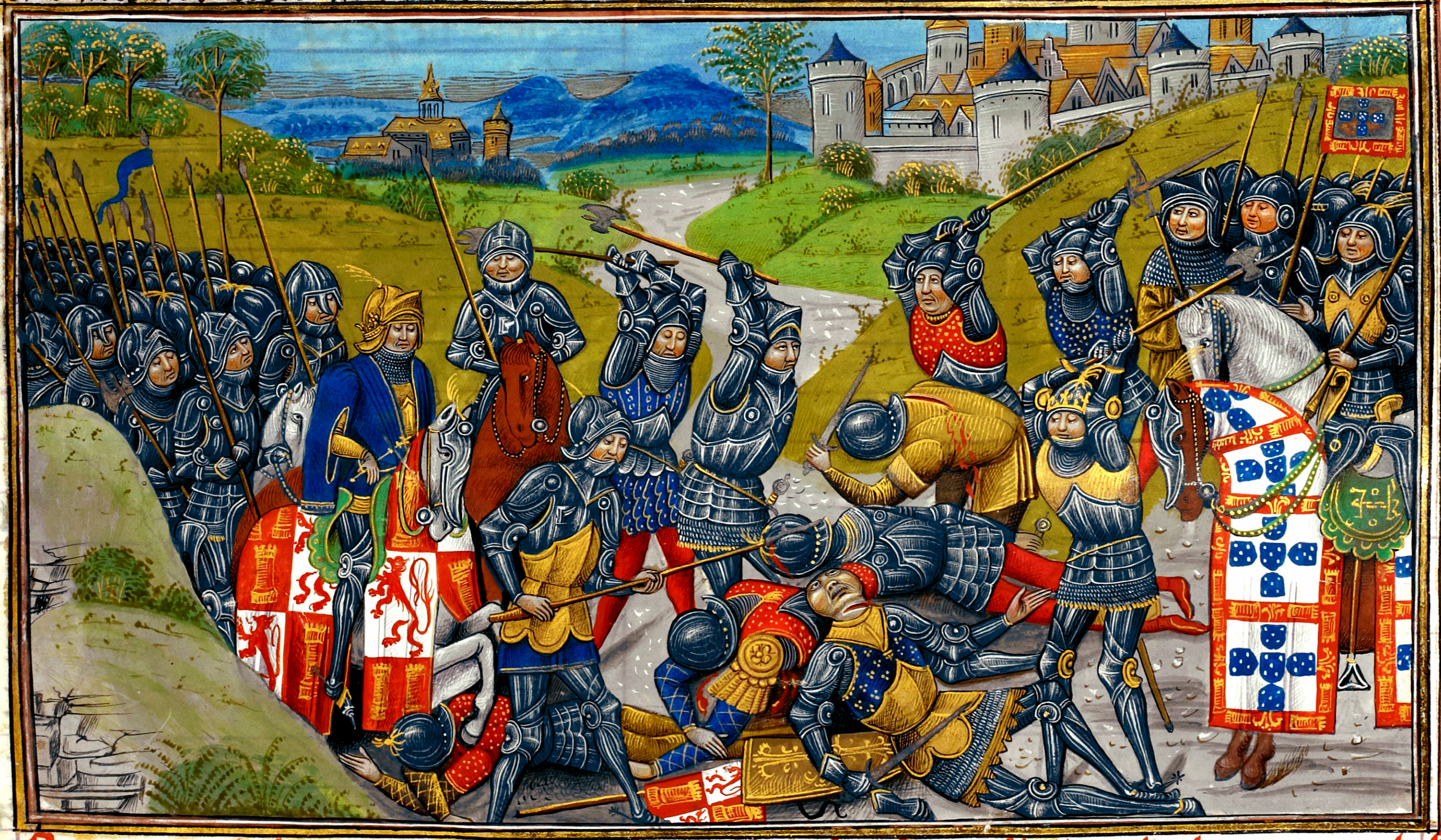
Na Batalha de Aljubarrota a nova elite burguesa de Lisboa e os seus aliados nacionais derrotaram a velha aristocracia feudal e o seu aliado, Castela

O novo capítulo da história de Lisboa nasce com a grande revolução da Crise de 1383-85. Após a morte de Fernando de Portugal, o Reino passaria para o Rei de Castela, João I de Castela. Os grandes aristocratas e clérigos do Norte, possuidores de grandes propriedades no Sul que adquiriram após a Reconquista, tinham interesses e cultura semelhantes às dos Castelhanos com ênfase nas distinções sociais baseadas na possessão da terra, no espírito de cruzada contra os mouros no Norte de África, e nos benefícios da união de toda a Hispânia. Contudo não são esses os interesses dos mercadores de Lisboa (muitos dos quais pequenos fidalgos). Para Lisboa, a união com Castela significaria uma diluição das ligações comerciais com a Inglaterra e o Norte, e também com o Médio Oriente; além de um desvio de atenções dos privilégios aos mercadores e da construção de barcos comerciais e de guerra, para os exércitos terrestres e os privilégios aos Nobres. É por isso que os mercadores e pequenos fidalgos mercantes apoiavam inicialmente o Mestre de Avis, D. João. A guerra de 1383 é no fundo uma guerra entre a Aristocracia conservadora católica e medieval, muito semelhante e ligada às suas congéneres Galega e Castelhana, do antigo Condado Portucalense centrado no Minho (Excepto o Porto burguês, aliado de Lisboa, entre outras urbes e personalidades do Norte), e os mercadores ricos e pluralistas de Lisboa. Os nobres do Norte tinham fundado e conquistado o país e para eles o domínio crescente de Lisboa ameaçava a sua supremacia enquanto a aliança com os nobres Castelhanos a restabelecia. Para Lisboa, uma cidade do comércio, as práticas feudais e as guerras terrestres dos Castelhanos eram um risco para os seus negócios. São os burgueses que ganham a luta, com as suas ligações inglesas e capitais avultados: o Mestre de Avis é aclamado João I de Portugal, vencendo o [[Cerco de Lisboa (1384)|cerco de Lisboa de 1384, e a Batalha de Aljubarrota sob liderança de Nun'Álvares Pereira em 1385 contra as forças de Castela e dos fidalgos do Norte. A nova aristocracia portuguesa é formada a partir dos mercadores Lisboetas, e é só a partir desta data que o centro de Portugal passa realmente do Norte para Lisboa, tornando Portugal numa espécie de cidade-estado, em que quase apenas os seus interesses determinam o rumo e a independência do país.
Os novos nobres burgueses constroem os seus palácios ou paços no bairro de Santos; outros edifícios são os da Universidade em Alfama, que regressa a Lisboa; a Igreja do Carmo; a Alfândega; e alguns dos primeiros edifícios de habitação em toda a Europa com vários andares, até cinco. A cidade é composta de ruas estreitas e tortuosas, a maioria de terra batida, em que as casas alternam com as hortas e os pomares. A cidade continua a crescer, e o largo abandono das técnicas de regadio muito produtivas dos muçulmanos significam que é necessário importar trigo de Castela, França, terras do rio Reno e até de Marrocos. Lisboa é uma cidade que cresce demasiado para o país, e este torna-se num território circundante semelhante aos de outras cidades comerciais. Lisboa, juntamente com Antuérpia no Atlântico servem a mesma função de organização do comércio que Veneza, Génova, Barcelona ou Ragusa no Mediterrâneo; ou Hamburgo, Lubeck e outras no Báltico. Em 1417 proíbe-se que se deite lixo perto do Mosteiro do Carmo e de outras áreas de Lisboa. Em 1426 outra lei proíbe lançar lixo e deixar galinhas soltas nas ruas de Lisboa sob pena de pagar multa.
A política externa segue os interesses de Lisboa: são assinados acordos comerciais e de cooperação com as cidades-estado comerciais de Veneza (acordo de 1392), Génova (1398), Pisa e Florença, cujos mercadores já habitavam na cidade, e muitos dos quais são naturalizados e se tornam nobres Portugueses. Ceuta é conquistada em 1415 para permitir aos mercadores Lisboetas um melhor controlo local (e luta contra os piratas sarracenos) do comércio Mediterrânico que passava para o Norte através das Colunas de Hércules assim como a exportação do trigo marroquino a melhores preços. Além disso, nesse tempo Ceuta recebia as caravanas do ouro e do marfim, comércio que os Lisboetas queriam dominar, e temia-se a tomada da cidade pelos Castelhanos da rival Sevilha ou dos Aragoneses de Barcelona. A Aliança com a Inglaterra, um dos seus maiores clientes, é prosseguida.

## Lisboa, a Senhora dos Mares
Várias expedições se empreenderam com tripulações portuguesas, nas quais foram descobertos os arquipélagos dos Açores, Madeira e Canárias. Alguns afirmam que terão mesmo chegado ao Brasil. Estas ilhas permitem o estabelecimento de novas cidades-portos, úteis para a exploração de novos mercados.
A prosperidade de Lisboa fica ameaçada quando o Império Otomano invade e conquista os territórios Árabes do Norte de África, Egito e Médio Oriente no século XV. Os Turcos são inicialmente hostis aos interesses de Lisboa e das suas aliadas Veneza e Génova, e o comércio das especiarias, ouro, marfim e outros bens sofre fortemente. Os mercadores de Lisboa, muitos descendentes de muçulmanos ou judeus com ligações ao Norte de África, reagem procurando negociar directamente com as fontes dessas mercadorias, sem usar os mediadores muçulmanos. As ligações dos judeus portugueses aos judeus magrebinos, e a conquista de Ceuta, permitem aos mercadores de Lisboa espiar os mercadores árabes, descobrindo que o ouro, os escravos e o marfim vêm para Marrocos em caravanas pelo deserto do Saara, a partir das terras do Sudão (que nesse tempo incluía todas as pradarias a sul do Deserto, o actual Sahel); e que as especiarias como a pimenta são levadas para os portos do Mar Vermelho no Egipto a partir da Índia. A nova estratégia dos mercadores Portugueses, cristãos e judeus, e Luso-Italianos é navegar directamente à fonte dos materiais.

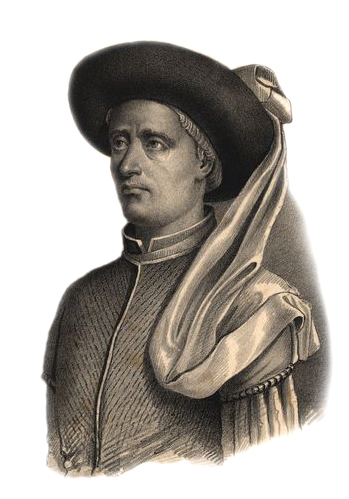
O Infante Dom Henrique

O grande impulsionador deste objectivo é o Infante D. Henrique, que se baseia na cidade de Tomar. Sede da Ordem de Cristo (antigos Templários), e de uma grande comunidade de mercadores judeus, a cidade está também muito ligada a Lisboa pelo comércio dos cereais e frutos secos (uma das principais exportações de Lisboa). Os capitais e conhecimentos do Oriente por parte dos Templários e judeus foram sem dúvida fundamentais para se conseguirem os propósitos dos mercadores Lisboetas. O Infante Dom Henrique é o impulsionador de um projecto que não foi ele que imaginou, mas sim os mercadores de Lisboa. Estes que sustentavam através dos impostos e taxas alfandegárias a monarquia, tornando-a praticamente independente dos recursos dos nobres territoriais, convertem-na aos seus propósitos mercantilistas. O Infante D. Henrique é o organizador de um certo dirigismo de Estado: os grandes riscos e capitais necessários à abertura das novas rotas precisam da cooperação de todos os mercadores através do Estado (como hoje muitos projectos de grande capital são empreendidos internacionalmente). O Infante Dom Henrique organiza e dirige os esforços dos navios portugueses de atingir as fontes do ouro, marfim e escravos, que estes por si mesmos já empreendiam de forma ineficiente. Com os capitais da Ordem de Cristo, são fundadas escolas de marinheiros e concentrados recursos e conhecimentos, dos mercadores Lisboetas judeus, Luso-Genoveses ou Luso-Venezianos, para atingir o objectivo. Várias expedições são lançadas sob a forma de contratos com alguns dos mais influentes burgueses de Lisboa, até que o Golfo da Guiné é finalmente atingido por volta de 1460.
Nesta época há nova tentativa dos nobres feudais nortenhos que permaneceram, de retomar o controlo do Reino, assustados com a crescente prosperidade dos mercadores lisboetas contra as suas perdas de rendimento. O propósito é a facilidade da conquista de Ceuta, que abre perspectivas de mais conquistas relativamente fáceis no Norte de África. Esta empresa seria favorável aos nobres, que ganhariam saque e mais terras e arrendatários em Marrocos, mas é contrária aos interesses dos mercadores-fidalgos e judeus de Lisboa, que seriam os pagadores dos impostos extra necessários às expedições e que procuram antes investir as forças e recursos do Reino na descoberta dos novos mercados africanos e asiáticos e não em aumentar ainda mais o poder da hostil e pró-castelhana nobreza Portucalense. Todas as lutas que D. João II manteve contra esses nobres, com a ajuda dos mercadores Lisboetas, exprimem esta realidade subjacente de luta entre Lisboa e o Norte, o antigo Portucale, berço da nação, pela definição do rumo do país. Após várias conspirações e incidentes, nas quais mais uma vez os nobres nortenhos pedem auxílio aos seus congéneres Castelhanos, vence mais uma vez Lisboa e os seus mercadores, e os cabecilhas são executados, entre os quais os Duques de Bragança e Viseu, mortos em 1483 e 1484. Todos os projectos de expansão terrestre em África são abandonados em troca do comércio nas novas terras descobertas mais a sul. Depois da morte do Infante D. Henrique, quando o caminho já estava aberto, inicia-se a iniciativa privada. O mercador lisboeta Fernão Gomes é o primeiro, sendo-lhe reconhecido monopólio sobre o comércio africano em 1469, em troca de descoberta de 500 quilómetros de costa para Sul a cada ano e 200.000 reais.
As ilhas da Madeira e dos Açores são populadas, e programas de cultivo de produtos comerciais para Lisboa são implantados prioritariamente: a cana-de-açúcar e o vinho. Na recém-descoberta Guiné, produtos baratos como potes de metal e tecidos são trocados por ouro, marfim e escravos a partir de feitorias controladas pelos lisboetas: os nativos deslocam a sua actividade económica para trocar com os Europeus, mas não são conquistados, já que seria dispendioso. Fazem-se casamentos dos habitantes das feitorias com as filhas dos chefes locais, facilitando as trocas: o objectivo é o lucro e não a colonização. O resultado é um novo impulso para o comércio de Lisboa. Na capital aparecem o açúcar de cana e o vinho da Madeira, o trigo de Ceuta, o almíscar, o índigo e outros corantes de roupa, algodão do Norte de África e significativas quantidades do ouro da Guiné e da Costa do Ouro, em grande falta na Europa no fim do século XV. Além disso são traficados de forma brutal escravos Berberes das Canárias e depois Africanos. Os primeiros escravos são distribuídos pelo território Português, e aparecem os primeiros Africanos de pele escura mesmo nas terras do interior, comprados pelos senhores das propriedades. Um produto inovador foram as malaguetas. Estes frutos picantes seriam cultivados na Índia (para onde foram levadas pelos mercadores Lisboetas) mas são originárias da Guiné. Rapidamente este bem de monopólio lisboeta ganhou favor na culinária mediterrânica.
Contudo os melhores mercados e produtos viriam de outra descoberta, a Índia e o Oriente. A guerra entre o Império Otomano e Veneza aumenta muito os preços da pimenta e outras especiarias e da seda trazidas pelos venezianos para a Itália, para Lisboa e daí para o resto da Europa a partir do Egito (que recebia barcos árabes vindos da Índia no Mar Vermelho. Para contornar o "problema turco" é organizada a viagem de Vasco da Gama, mais uma vez por iniciativa dos mercadores Lisboetas mas com capital régio, que chega à Índia em 1498. Daí os mercadores atingem a China onde fundam a colónia comercial de Macau, as ilhas da actual Indonésia, e o Japão antes do fim do século XVI. No caminho estabelecem contractos comerciais e portos de escala com os chefes e Reis em Angola e Moçambique. Um grande Império colonial é consolidado por Afonso de Albuquerque, cuja armada segura o Oceano Índico e portos em localizações convenientes, para os mercadores vindos de Lisboa contra a competição dos turcos e árabes. Não são tomados territórios mas apenas portos e fortes de trocas com os nativos. Do outro lado do mundo, Pedro Álvares Cabral chega ao Brasil em 1500.
O resultado para Lisboa são os novos produtos que comercializa com a restante Europa em regime exclusivo durante muitos anos: além dos produtos africanos chega a pimenta, canela, gengibre, noz moscada, plantas medicinais, tecidos de algodão e os diamantes pela Carreira das Naus da Índia; as especiarias da Molucas, as porcelanas Ming e a seda da China, os escravos de Moçambique, o pau-brasil e o açúcar brasileiros. Além disso continua o comércio do peixe (bacalhau salgado pescado na Terra Nova), os frutos secos e o vinho. As outras cidades portuguesas, como o Porto e Lagos, contribuem para o comércio externo apenas de forma marginal, praticamente limitando-se a exportar e importar de Lisboa. Os Lisboetas controlam ainda muito do comércio de Antuérpia, da qual importam tecidos finos para o resto da Europa. Os mercadores alemães e italianos, vendo as suas rotas, terrestres no caso dos primeiros, Mediterrâneas para os segundos, largamente abandonadas, fundam grandes casas comerciais em Lisboa reexportando os produtos de todo o mundo para o Leste da Europa e para o Médio Oriente.
Lisboa é o mercado para os gostos de luxo das elites de toda a Europa: Veneza e Génova arruínam-se e a Inglaterra e Holanda veem-se obrigadas a imitar os Portugueses para travar as perdas de divisas. Os Lisboetas controlam durante várias décadas todo o comércio desde o Japão até Ceuta. A cidade ganha fama que chega a mito, e no século XVI é sem dúvida a mais rica cidade de todo o Mundo. Para ela migram comerciantes de toda a Europa, além dos grandes números escravos Africanos e até alguns Indianos, Chineses e mesmo Japoneses e Índios Brasileiros. No tempo do Rei D. Manuel I, nas ruas de Lisboa as festas são feitas com desfiles de leões, elefantes, rinocerontes, camelos e outros animais não vistos na Europa desde o tempo do Circo Romano. Um rinoceronte e um elefante chegam inclusivamente a ser oferecidos ao Papa Leão X (ver Castelo de If). Na Europa o mito de Lisboa e das suas descobertas é tão grande que quando Thomas More inventa a sua ilha da Utopia, tenta dar-lhe credibilidade dizendo que foram os Portugueses a descobri-la.

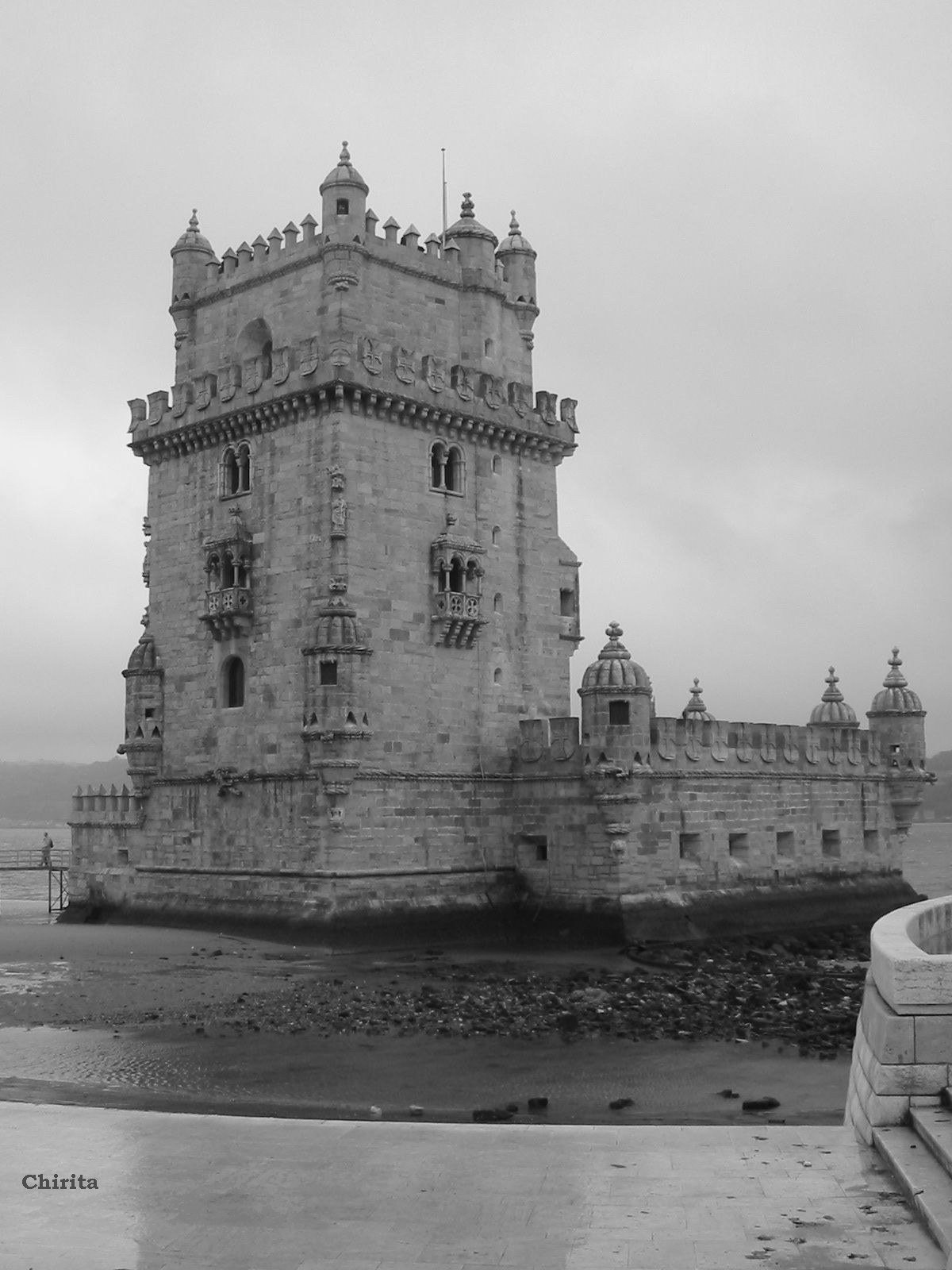
Junto à Torre de Belém ancoravam as naus que partiam para o movimento de expansão ultramarina

Para organizar todo o comércio privado e recolher os impostos, são criadas na capital do século XVI as grandes Casas Portuguesas de comércio: a Casa da Mina, a Casa de Arguim, a Casa dos Escravos, a Casa da Flandres (Países Baixos) e a célebre Casa da Índia. Os grandes lucros são usados na construção de outros edifícios: são deste século o Mosteiro dos Jerónimos e a Torre de Belém no novo estilo Manuelino (que evoca o comércio de além-mar), o Forte de São Lourenço do Bugio numa ilha do Tejo, o Terreiro do Paço, o novo e imponente Palácio Real (destruído em [[Terramoto de 1755|1755) e o Arsenal militar todos construídos junto ao Mar (da Palha); e ainda o Hospital Real de Todos-os-Santos, e inúmeros palácios e solares privados. O impulso à pavimentação das ruas com formas geométricas e desenhos formados por cubos de calcário branco e basalto preto (a calçada portuguesa) foi um luxo iniciado na época, que outras cidades da Europa não podiam pagar. A cidade expandia-se atingindo quase 200.000 habitantes, sendo construído o Bairro Alto, inicialmente conhecido por Vila Nova dos Andrades em honra dos ricos burgueses galegos que aí se estabeleceram, e que rapidamente se torna o bairro mais rico da cidade. É inaugurada em 1552 a Feira da Ladra, que ainda funciona hoje no mesmo local.

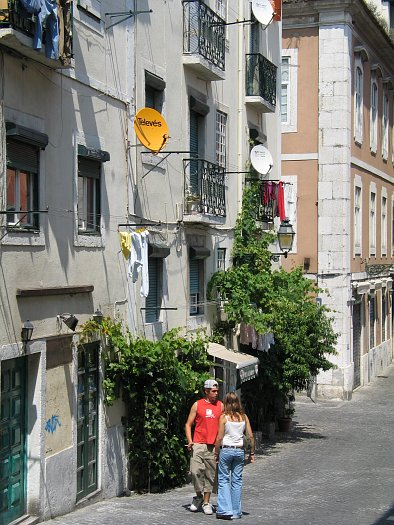
Aspecto do Bairro Alto, com um Palácio ao fundo

Culturalmente vive no século XVI em Lisboa a geração de ouro das Ciências e Letras portuguesas: entre os cientistas o humanista Damião de Góis (amigo de Erasmo e Lutero), o matemático Pedro Nunes, o médico e botânico Garcia da Orta e Duarte Pacheco Pereira; entre os escritores Luís de Camões, Bernardim Ribeiro, Gil Vicente e outros. Isaac Abravanel, um dos maiores filósofos hebreus, é nomeado Tesoureiro do Rei.
Socialmente todas as classes beneficiam. Os fidalgos urbanos da administração Real e os burgueses são os mais beneficiados, mas mesmo o povo vive com luxos inatingíveis para os ingleses, franceses ou alemães seus contemporâneos. Os trabalhos pesados necessários são feitos pelos escravos africanos e pelos galegos. Os primeiros são vendidos na Praça do Pelourinho, sendo separadas as famílias, e trabalham todo o dia sem salário, alguns sujeitos a tratamento brutal. Aos segundos certamente compensava a viagem face às condições miseráveis da Espanha rural, e a língua praticamente idêntica facilitava a integração.

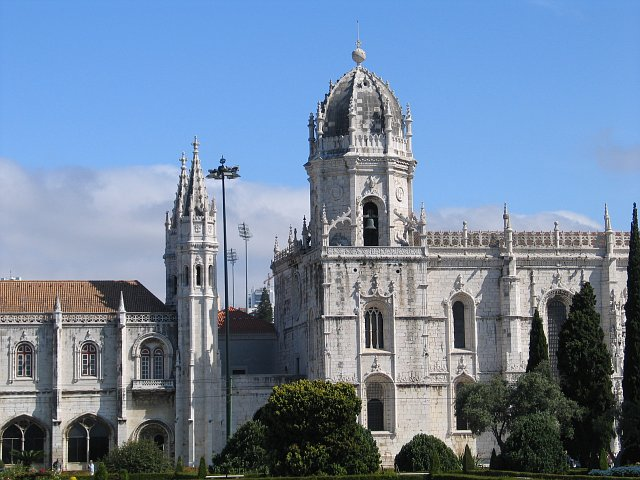
O Mosteiro dos Jerónimos, terminado em 1572

Os judeus incluem como sempre alguns pobres e outros que se contam entre os mais educados e ricos comerciantes, financeiros e letrados da cidade. O primeiro livro impresso em Lisboa foi o Comentários sobre o Pentateuco de Moisés ben Nahman, um livro em hebraico, publicado por Eliezer Toledano em 1489. Em 1496 os espanhóis expulsam os judeus do seu território, animados pelo espírito fundamentalista de uma Monarquia exclusivamente cristã. Muitos vêm para Lisboa, tendo provavelmente a sua população duplicado (seriam depois da expulsão um quinto dos Lisboetas, ou mesmo mais). Em troca de um casamento real, os Reis Católicos de Castela e Aragão pedem a Manuel I de Portugal que faça o mesmo, o que tem lugar em 1497. Reconhecendo no entanto a importância central dos judeus na prosperidade da cidade, Dom Manuel decreta que todos os judeus se convertam ao Cristianismo, sendo obrigado a expulsar apenas os que se recusam, não sem antes os expropriar de seus bens. Durante muitos anos estes cristãos-novos praticam o Judaísmo em segredo ou abertamente e apesar de motins e violências contra eles (como muitas crianças que são arrancadas dos pais e dadas a famílias cristãs que as tratam como escravos) são tolerados até à implantação da Inquisição em Portugal, muitos anos depois. O resultado é a ascensão social dos cristãos-novos que temporariamente, sem a limitação de serem judeus, progridem até aos mais elevados cargos da corte. Novamente são as antigas elites descendentes da antiga aristocracia das Astúrias e da Galiza (os nobres de Portucale) que criam problemas à ascensão social dos judeus, frequentemente melhor educados e mais hábeis que os primeiros. O mal-dizer dos cristãos-Velhos culmina no massacre de cristãos-Novos em 1506 incitado pelos Priores menores das Igrejas no qual umas 3000 pessoas terão sido assassinadas. Como resultado dos conflitos, o Rei é persuadido pelos nobres territoriais a introduzir a Inquisição (o qual só terá lugar em 1531 no reinado de seu filho e sucessor D. João III) e as limitações legais a todos os descendentes de cristãos-novos (semelhantes às antigas contra os judeus), que os impedem de ameaçar os cargos superiores do Estado à Aristocracia dos cristãos-velhos. O primeiro auto-de-fé (morte de heréticos na fogueira) é realizado no Terreiro do Paço em 1540. Além da Inquisição surgem outros problemas. Em 1569 há a grande Peste de Lisboa, em que terá morrido um terço da população.
A inquisição mata na fogueira muitos cristãos-novos, mas expropria a propriedade e as riquezas de muitos outros. Muitos mercadores cristão-velhos são expropriados também após uma denúncia anónima falsa, que os inquisidores aceitam como válida já que as riquezas dos condenados para eles revertem. Por outro lado poucos mercadores não teriam ascendência cristã-nova, devido aos casamentos comuns entre filhos de burgueses que eram sócios em empresas importantes. A Inquisição torna-se assim um instrumento de controlo social na posse dos antigos cristãos-velhos contra quase todos os mercadores Lisboetas, restituindo-lhes finalmente a supremacia há muito perdida.

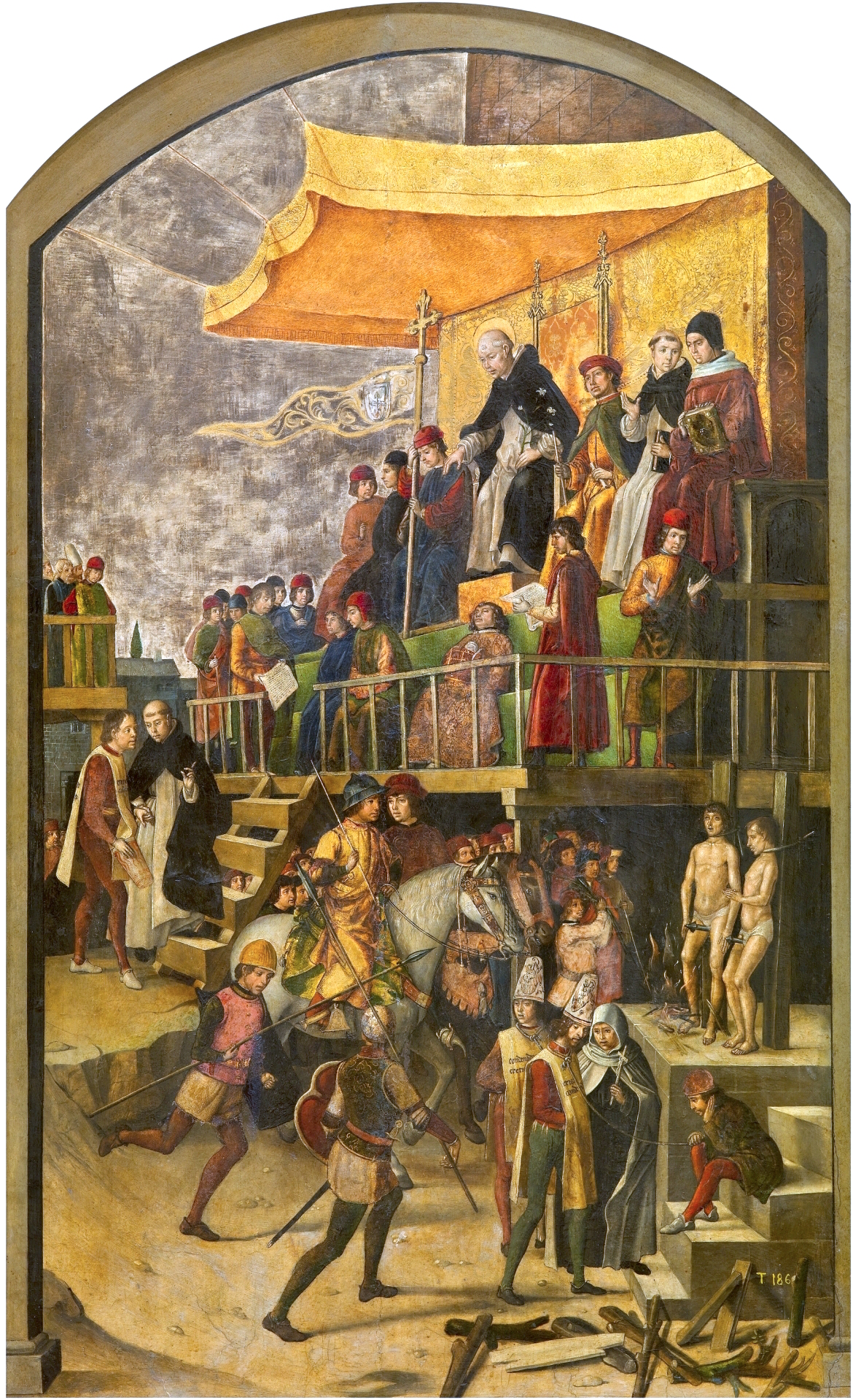
Auto-de-fé, Quadro de Pedro Berruguete

É neste clima de intolerância e perseguição, em que os lucros obtidos pelos riscos e o génio dos mercadores bem sucedidos é desfeito pela inveja dos grandes proprietários de terras (que rendem muito menos), que a prosperidade de Lisboa é destruída. O antigo clima liberal propício ao comércio desaparece e é substituído por um fanatismo católico e conservadorismo absolutos. Às elites do país exige-se o sangue puro antigo e cristão-velho, ou seja, do Norte. Muitos dos mercadores fogem para a Inglaterra ou Países Baixos onde se estabelecem difundindo os conhecimentos navais e cartográficos dos Portugueses. Lisboa é tomada pelas mentalidades feudais dos grandes nobres, e os mercadores Portugueses, sem condições de estabilidade, segurança, apoio e crédito devido às perseguições da Inquisição, são incapazes de competir com os mercadores Ingleses e Holandeses (muitos deles de origem Portuguesa) que lhes roubam os mercados da Índia, Índias Orientais e China. Em sua substituição as elites de Portucale convencem o débil Rei, D. Sebastião a virar-se para a conquista de um Império territorial, com mais terras e rendimentos para os Nobres, no Norte de África, que lhes permitiria manter a supremacia económica frente aos mercadores. Após o desastre militar de Alcácer-Quibir em 1578, os Aristocratas recolhem-se mais uma vez aos braços dos seus congéneres Castelhanos de mentalidade semelhante. Desta vez bem sucedidos, em 1580 o Castelhano Filipe II de Espanha é declarado Rei Dom Filipe I de Portugal, depois de derrotar o candidato dos enfraquecidos mercadores, o Prior do Crato, Dom António (o qual era cristão novo e mais liberal, filho de mãe judia). Filipe I completa assim a ambição do seu pai o Habsburgo Rei Carlos I de Espanha também Imperador Carlos V do Sacro Império Romano-Germânico (Alemanha), e Senhor da maior parte da Itália e Holanda que afirmara famosamente Se fosse Rei de Lisboa, seria em breve Rei do Mundo.

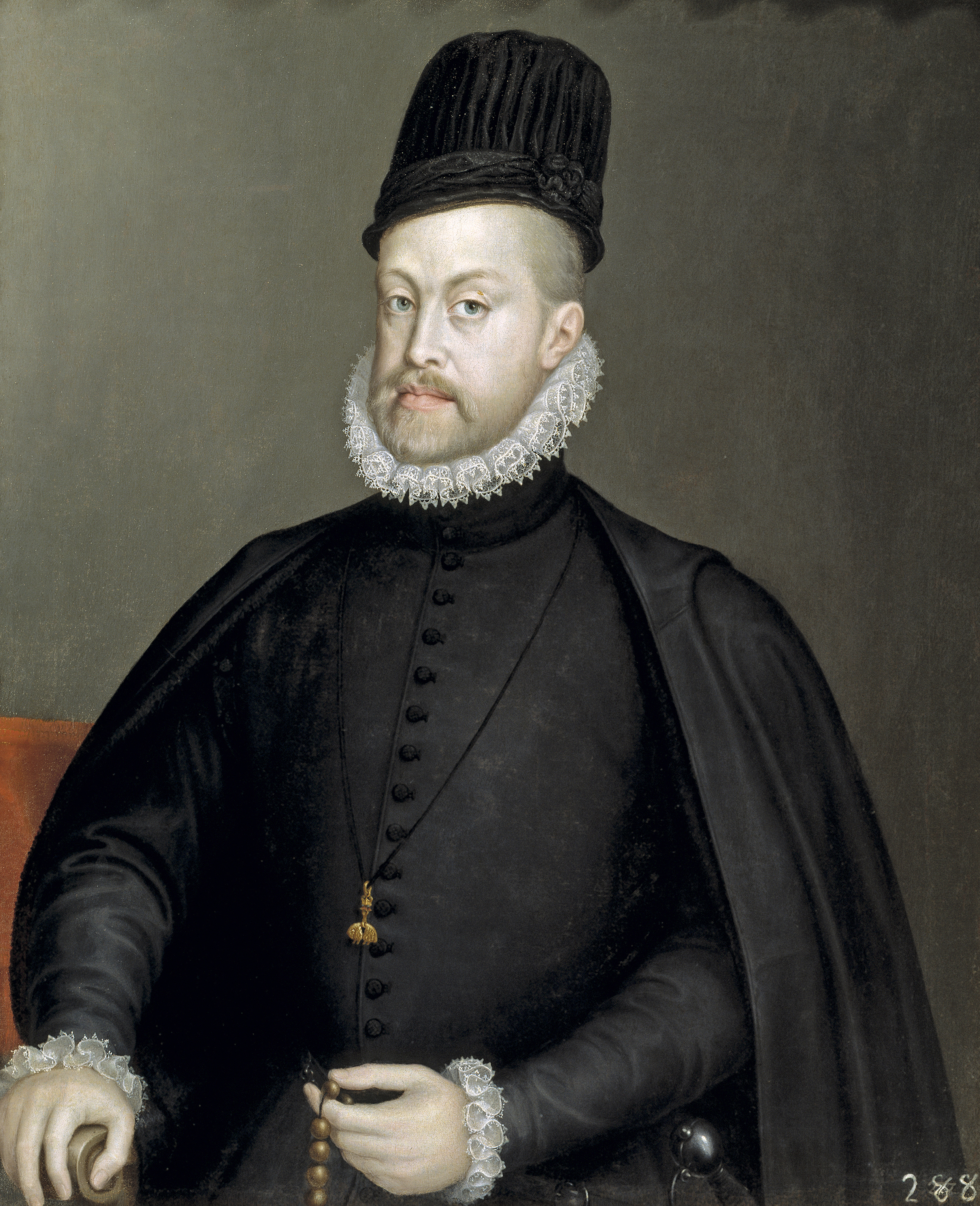
O Rei Habsburgo Filipe I de Portugal, II de Espanha

## Domínio Filipino
Filipe I de Portugal, o primeiro dos Habsburgos portugueses, é assim o primeiro rei da Hispânia. Apesar de desde 1492 os Reis Católicos Isabel I de Castela e Fernando II de Aragão terem dominado o que hoje é a Espanha, o título de Rei das Espanhas foi inicialmente usado para Filipe II quando conquistou Portugal e portanto, de facto, todas as Espanhas.
Filipe I tenta inicialmente conciliar os interesses da nobreza na aquisição de mais territórios na Europa, do Clero em derrotar os Protestantes e da burguesia em eliminar a concorrência e pirataria dos Ingleses e Holandeses. Todos os barcos capazes de acção militar de Lisboa, Sevilha e Barcelona são reunidos numa Invencível Armada que é enviada contra a Inglaterra. Devido a uma grande tempestade e à perícia dos Almirantes Ingleses, a armada é destruída. Esta derrota converte finalmente o Rei aos interesses da Nobreza territorial. Grandes exércitos (os Terços) de mercenários, pagos pelos mercadores e comandados pelos grandes Aristocratas de sangre puro cristão-Velho, como o Duque de Alba,são formados e atravessam a Europa para tomar as cidades e terrenos férteis dos Países Baixos Calvinistas para o benefício dessa mesma Nobreza.
Enquanto isso os holandeses e ingleses dominam os mares, e incapazes de conquistar os impérios territoriais espanhóis do México e Peru, concentram-se em tomar as feitorias, portos e colónias costeiras dos portugueses, que traficam com Lisboa. São tomados os portos nordestinos do Brasil, Luanda em Angola, portos da África Oriental, o Cabo da Boa Esperança, Ceilão, Malaca e as Ilhas Molucas, a ilha de Formosa, a licença de comércio no Japão e outros portos.

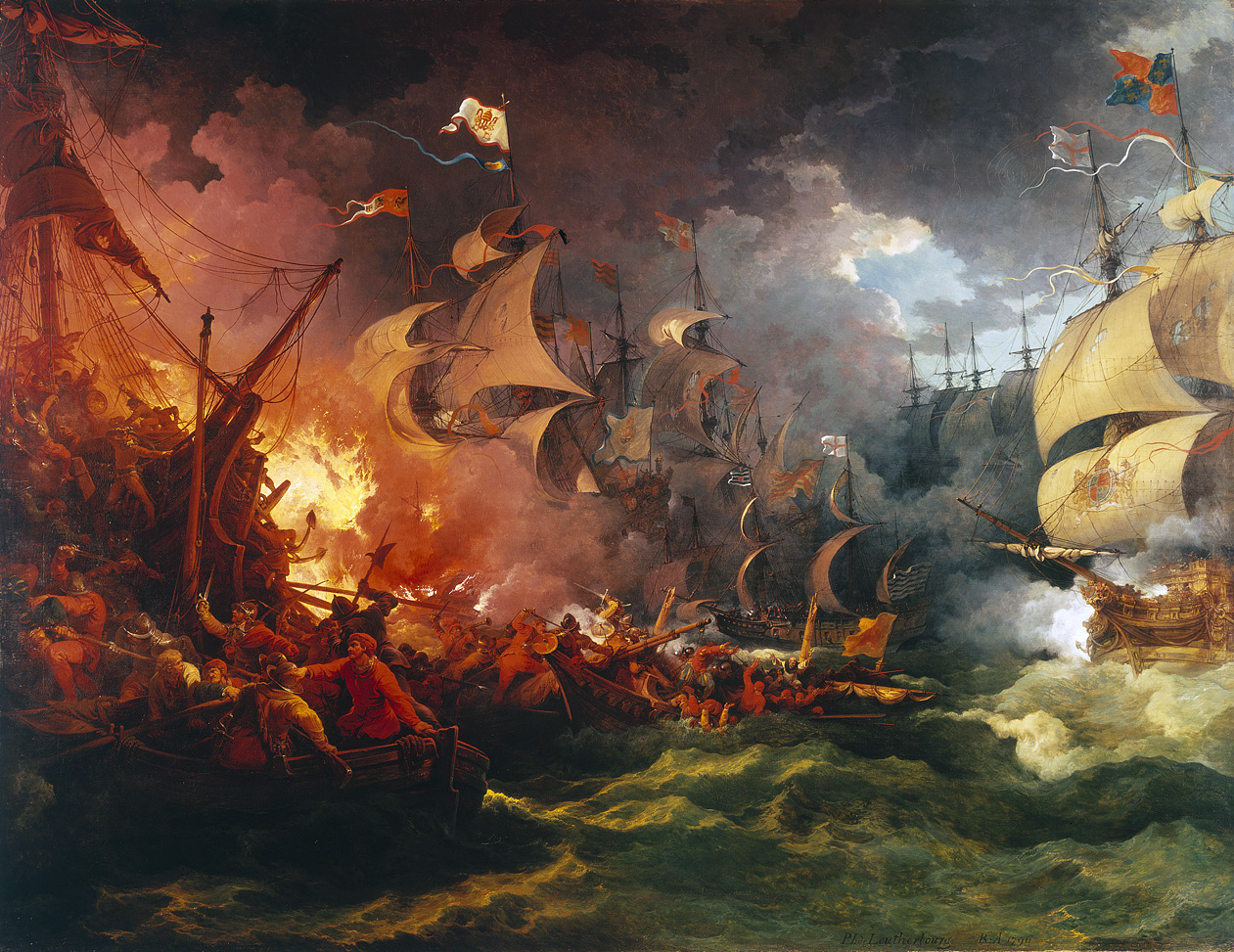
A Armada Invencível, Quadro de Philippe-Jacques de Loutherbourg, 1796

Lisboa, com os seus mercadores já sob perseguição da Inquisição (que expropriava os cripto-judeus e mesmo os cristãos genuínos), perdera grande parte da sua frota no desastre da Invencível Armada e que pagava impostos altíssimos para sustentar os exércitos dos nobres espanhóis na Europa, perde agora a maioria dos seus portos e produtos e é finalmente e irreversivelmente arruinada, rapidamente perdendo importância. Em 1598 a catástrofe é aprofundada por um terramoto e pela peste. Finalmente Filipe II de Portugal torna-se
exclusivamente Filipe III de Espanha e depois o seu filho apenas Filipe IV de Espanha quando, sob conselho da Nobreza Castelhana e com a aquiescência dos Nobres territoriais Portugueses, absorve o Reino de Portugal no Reino de Espanha. Lisboa, a grande cidade cosmopolita é agora uma cidade de província sem qualquer influência junto dos grandes espanhóis de sangue puro, que governam da então conservadora e fundamentalista católica Madrid. Nesta época a cidade perde actividade económica e habitantes, diminuindo a população até menos de 150.000.
As construções deste período cabem em duas categorias: as defesas contra os piratas do norte, e os edifícios religiosos que apelam para a lealdade à monarquia universal católica pretendida pelo Rei. Foram construídos o Torreão um maciço edifício junto ao Terreiro do Paço, que não sobreviveu ao terramoto de 1755; o Convento de São Vicente de Fora; novas muralhas com novas disposições de acordo com a engenharia militar da época, como a Torre do Bugio numa ilha no meio do Mar da Prata; e fortificações em Cascais, Setúbal e na margem Sul. Os piratas ingleses e holandeses, como Francis Drake, fazem diversos ataques a algumas praças Portuguesas, mas não se atrevem a atacar Lisboa.
Com o declínio económico e o desemprego, aumenta muito a miséria e a criminalidade. As autoridades Espanholas são obrigadas a introduzir uma espécie de corpo policial, os quadrilheiros que patrulham as ruas da cidade e controlam o crime de rua, as lutas, a bruxaria e o jogo. Segundo algumas crónicas do tempo, a taxa de assassinatos no início do século XVII seria mesmo superior, numa cidade de 150.000 pessoas, à de hoje em Lisboa com 2.500.000.
Os problemas para o comércio na cidade aumentam quando os Catalães, um povo mercador como o de Lisboa, também oprimidos pelas taxas castelhanas, se revoltam em 1636. É a Portugal que Madrid vem exigir os homens e os fundos para derrotar os catalães, numa tentativa de usar os de Portugal contra os da Catalunha.
É então que os mercadores da cidade se aliam à pequena e média nobreza. Tentam convencer o Duque de Bragança, Dom João, a aceitar o trono, mas este, como o resto alta Nobreza, é beneficiado por Madrid e só o prospecto de se tornar Rei o convence finalmente. Os conspiradores assaltam o Palácio do Governador, aclamando o novo Rei D. João IV, com o apoio inicialmente do Cardeal Richelieu de França, e depois a velha aliança retomada com a Inglaterra.

## O ouro do Brasil
A Lisboa pós-Restauração é uma cidade cada vez mais dominada pelas ordens religiosas católicas. Mais de 40 conventos são fundados na cidade em adição aos 30 já existentes. Os segundos e terceiros filhos, que não recebem a herança do pai, e que antes se dedicavam ao comércio e às empresas além-mar, agora refugiam-se nas ordens religiosas e vivem à custa da esmola.
A situação de ruína económica é finalmente resolvida, não por projectos bem sucedidos, mas pela exploração colonial: é descoberto ouro no Brasil, no actual Estado de Minas Gerais. O estado português cobra como imposto um quinto do ouro extraído, que começa a chegar a Lisboa em 1699 e cujas receitas rapidamente chegam às várias toneladas anuais (mais de 15 toneladas após 1730), representando quase todo o orçamento do Estado.
Com o ouro, obras típicas das forças sociais no poder, o clero e a aristocracia , são construídas no novo estilo da Contra-Reforma, o Barroco, entre os quais, o Panteão Nacional (ou Igreja de Santa Engrácia), vários palácios e algumas obras úteis, como o Aqueduto das Águas Livres (1720).
Contrastando com a riqueza das elites, o povo vive na miséria. A população cresce com a necessidade de mão-de-obra para as construções, para 185.000. São deste período as primeiras descrições de Lisboa como uma cidade suja e degradada, apenas dois séculos depois de ter sido conhecida como a mais próspera e cosmopolita da Europa.

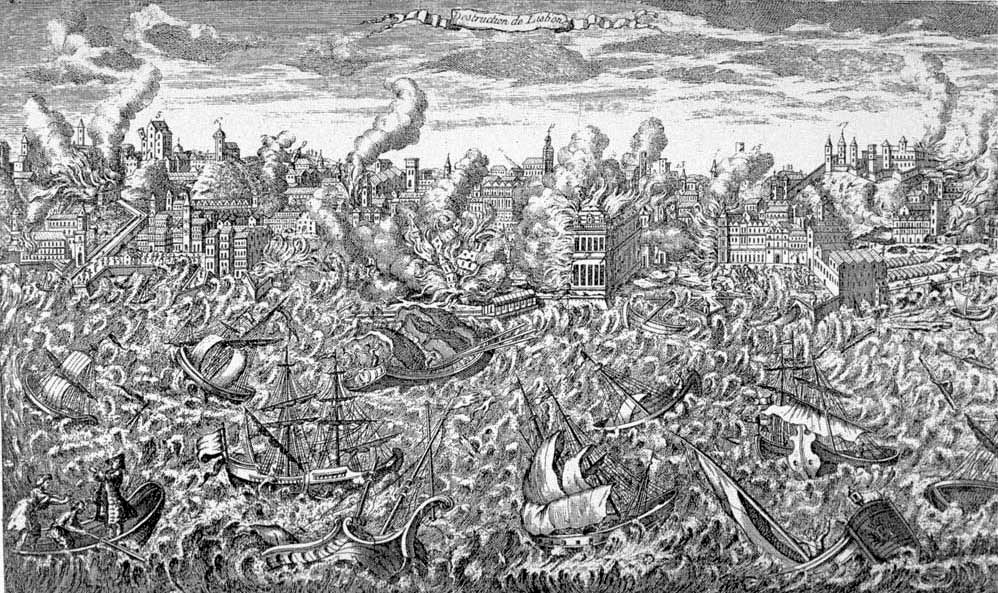
terramoto de 1755

Termina este período em 1 de Novembro 1755, dia de todos os santos, em que ocorre o grande terramoto de Lisboa. Às nove horas e quarenta minutos a terra começa a tremer e, após cerca de um minuto, regressa à calma, seguida de novo tremor. A população acorre às praças com espaço junto ao rio Tejo, para morrerem afogadas pelo enorme tsunami que vem do Atlântico. Depois do sismo, Lisboa está em ruínas. O grande Torreão Real, a Casa das Índias, o Convento do Carmo, o Tribunal da Inquisição, o Hospital de Todos-os-Santos são destruídos. Das 20 mil casas das classes mais baixas, de construção menos sólida, 17 mil são destruídas. Sobrevive o rico Bairro Alto, alguns edifícios de pedra sólida e poucas outras áreas. Seguem-se as pilhagens e os grandes incêndios. No fim, dos 180.000 habitantes, mais de 35 mil terão morrido e muitos outros perderam toda a sua propriedade. É esta catástrofe que dá espaço ao Marquês de Pombal de tentar pôr em prática em Portugal as reformas científicas e liberais já usadas com sucesso na Europa, as novas teorias políticas e económicas do Iluminismo.

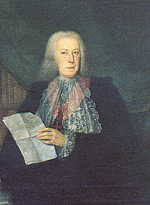
O Marquês de Pombal

## Século das Luzes
O Marquês de Pombal Sebastião José de Carvalho e Melo, Ministro da Guerra e Negócios Estrangeiros e oriundo da Baixa Nobreza, reagindo celebremente às ruínas do terramoto, terá dito que era necessário enterrar os mortos, cuidar dos vivos e construir a cidade. Uma ideia que vai desenvolver de seguida a nível da economia e sociedade. O poder da Igreja é limitado e a sua falange, os Jesuítas, é expulsa do país. O poder da aristocracia territorial conservadora é brutalmente suprimido, numa série de conspirações e contra-conspirações, que acabam com a cruel execução da família que lidera a reacção, os Távora. Estes teriam sido responsáveis por um atentado ao Rei José I de Portugal numa tentativa de proclamar o conservador Duque de Aveiro Rei, e demitir Pombal, embora haja historiadores que defendam que esta acusação não terá passado de uma farsa manipulada pelo próprio Marquês por motivos pessoais. A Inquisição é extinta e os cristãos-novos, ainda então constituindo a maior parte das classes médias educadas e liberais da cidade e do país, são libertados das suas limitações legais e é-lhes finalmente permitido o acesso aos altos cargos governamentais, anteriormente monopólio legal da aristocracia de "sangue-puro". A indústria é apoiada de forma algo dirigista mas vigorosa, sendo estabelecidas várias fábricas reais em Lisboa e noutras cidades, que prosperam. Após o período Pombalino há 20 novas fábricas para cada uma que existia anteriormente. Finalmente os vários impostos e direitos alfandegários dentro de Portugal, prejudiciais ao comércio, são abolidos. Em todos estes propósitos, Pombal apoia-se nas doações e empréstimos dos mercadores e industriais Lisboetas.

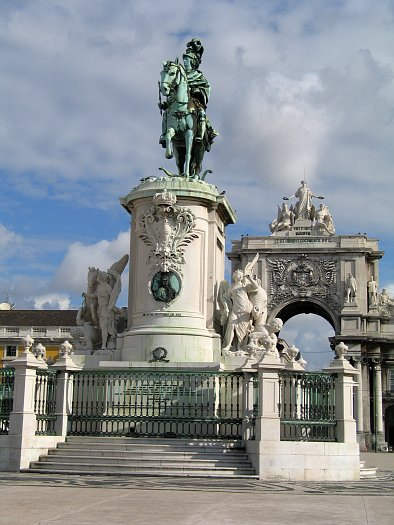
Estátua a D. José no Terreiro do Paço

Em Lisboa, o Marquês, recusando os conselhos de alguns que pretendem mover a capital para outra cidade, ordena a reconstrução de acordo com as novas teorias de organização urbana, após ordenar uma avaliação da situação real através de um inédito inquérito à população. É ainda o rendimento proveniente da colónia brasileira que paga quase toda a reconstrução, com mais de 20 milhões de cruzados. A cidade recebe ainda ajudas de países como a Inglaterra, a Espanha e a Hansa alemã, enchendo-se de estaleiros de construção. A maior parte da nobreza e aristocracia portuguesa refugia-se nas suas quintas nos arredores de Lisboa. O Rei instala-se num palácio improvisado de madeira ,a Tenda Real, enquanto o novo em pedra começava a ser erigido em Belém então ainda uma região fora da cidade de Lisboa. O grande volume de obras acontece, no entanto, no centro da antiga cidade, com o desenho de um novo projecto para a Baixa, o bairro mais atingido pelo terramoto. Este é projectado por Eugénio dos Santos e Carlos Mardel e aprovado pelo Marquês, enquadrando-se no espírito iluminista e pragmático da época: as ruas estreitas são substituídas por largas ruas rectilíneas dispostas ortogonalmente. Estas permitiriam não só a devida iluminação e ventilação das ruas (arejamento), como aufeririam mais segurança (patrulhamento, acesso aos edifícios em caso de incêndio e evitar a propagação de incêndios transversalmente à rua, etc.). Os edifícios a construir também foram alvo de uma política consistente, tendo a equipa projectista definido o desenho das fachadas, as regras de construção da estrutura dos edifícios e elaborado um conjunto de outra regulamentação com vista à produção de um conjunto habitacional capaz de enfrentar melhor um eventual terramoto, assim como redesenhar a estrutura social da cidade de Lisboa, atribuindo-lhe um novo pendor comercial à cidade. A estrutura inovadora escolhida consistia num esqueleto de madeira (a gaiola pombalina), uma malha rectangular com travamentos das suas diagonais (em cruz de Sto. André) onde se procurava que a flexibilidade da madeira se adaptasse à sobrecarga provocado pelo terramoto sem que a estrutura quebrasse. Esta estrutura em madeira assentaria num embasamento em alvenaria (que corresponderia ao primeiro piso das habitações, destinado a lojas, oficinas e armazéns) com arcos em abóbada de berço, que conferiria peso ao conjunto. Todos os edifícios da zona da Baixa assentariam numa estacaria em pinho que permitiria dar mais resistência ao solo arenoso da Baixa e garantir a transferência eficaz do peso dos edifícios para o solo sem que este cedesse. Os novos edifícios eram de arrendamento horizontal, estando hierarquizados em importância e qualidade pela sua proximidade à rua (geralmente o último piso possui pé direito mais baixo, varandas comuns, janelas mais pequenas, divisões menores, etc. e seria destinado à famílias com menos posses). Todos os edifícios teriam paredes corta-fogos de alvenaria a separá-los uns dos outros. A estandardização das fachadas, das janelas, das portas, dos azulejos de padrões geométricos simples no hall, etc. permitiria a aceleração do processo de construção através da produção em série destes elementos fora do local da obra. Todo o conjunto possui proporções e regras de composição clássicas, com recurso à proporção áurea. O centro estruturante da nova cidade seria a Rua Augusta que ligaria o limite Norte da cidade, o Rossio, e o limite Sul, o Terreiro do Paço, onde uma disposição monumental dos edifícios, o arco da Rua Augusta, um monumento ao rei e o Tejo a fechar a praça, contribuiriam para o desenho daquilo que se pretendia que fosse o novo coração da actividade comercial da reconstruída cidade de Lisboa. Os edifícios do Terreiro do Paço estariam destinados à instalação dos armazéns e grandes casas comerciais que se esperaria que voltassem a surgir e a animar a praça, mas após vários anos de abandono acabaram por ser ocupados por ministérios, tribunais, o Arsenal da Marinha, a Alfândega e a Bolsa, já no reinado de D. Maria I.

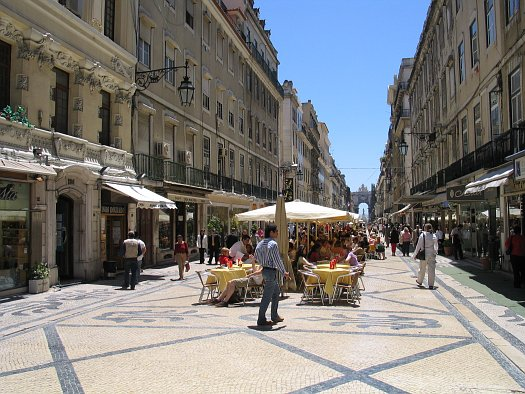
Rua Augusta: as novas ruas mais largas e rectilíneas, com prédios de construção em gaiola resistentes aos terramotos

Na extremidade Norte, paralela ao Rossio, estaria projectado um novo mercado, que acaba por nunca ser construído, tendo ficado a praça, inicialmente conhecida por Praça Nova ou das Ervas, hoje denominada Praça da Figueira.

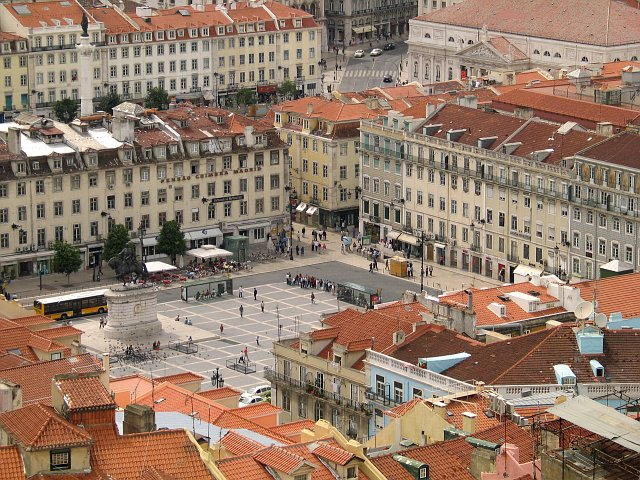
A nova Praça da Figueira foi construída como novo mercado no período Pombalino

Ao contrário dos desejos e esperanças do Marquês de Pombal e da sua equipa, a reconstrução da cidade demora muito mais tempo do que esperado, tendo apenas terminado a sua reconstrução em 1806. A isto, deve-se em grande parte a pouca capacidade financeira da burguesia de uma cidade em crise. Apesar de tudo, e dentro da política de renovação da economia portuguesa, começam a surgir lentamente indícios de desenvolvimento.
Moderadamente a cidade cresce até aos 250 mil habitantes em todas as direcções geográficas, ocupando os novos bairros da Estrela, Rato, então o novo centro industrial da cidade polarizado em torno da recente fonte de abastecimento da água trazida pelo aqueduto (novas fábricas de cerâmica), Alcântara, Ajuda, Sapadores, e as Amoreiras (onde estavam as novas fábricas da Seda, cujos vermes são alimentados das folhas dessa árvore). O Primeiro-Ministro tenta de todo o modo estimular as classes médias, que via como essenciais ao desenvolvimento do país e ao progresso. São formados os primeiros cafés propriedade de Luso-Italianos: alguns sobrevivem hoje desse tempo, como o Martinho da Arcada no Terreiro do Paço; o Nicola no Rossio, cujo dono Liberal iluminava a fachada após cada vitória política progressista; entre outros. Surge o hábito das soirées sociais entre os burgueses mais ricos, com a participação inédita de mulheres, em que a Nobreza conservadora não participa. É deste modo que surge novamente em Lisboa a classe média burguesa autoconsciente, composta de cristãos-novos e cristãos-velhos provenientes do Povo, a origem dos movimentos políticos pelo Liberalismo e pela República, que se manifestam nos novos Jornais da capital.
Pombal viria a ser demitido após a morte de Dom José, e a ascensão ao trono da muito religiosa Dona Maria I de Portugal, cuja grande contribuição foi a Basílica da Estrela. Aconselhada pelo Clero e pelos Nobres conservadores, além de demitir o primeiro-ministro procurou limitar e até reverter algumas das suas reformas progressistas, num movimento denominado a Viradeira. Segue-se a deterioração das condições económicas que muito tinham melhorado no tempo Pombalino, e os problemas orçamentais. Para lidar com a miséria e criminalidade novamente crescentes, é criada a Polícia sob liderança de Diogo Pina Manique em 1780. Renova-se a perseguição política desta vez sob forma secular: a Polícia persegue, prende, tortura e expulsa todos os progressistas: maçons, jacobinos e liberais; os jornais são submetidos à censura; muitas obras de filósofos liberais ou Protestantes proibidas e os cafés vigiados por polícias à paisana. A cultura é controlada e todas as manifestações menos Católicas são ilegalizadas, incluindo o antiquíssimo Carnaval. Só o Teatro é estimulado, com a construção em 1793 do Teatro de São Carlos no Chiado, que vem substituir a Ópera destruída durante o terramoto. É, no entanto, financiado pela iniciativa privada.

## Guerra Civil: Liberais e Conservadores
No fim do século XVIII, com a Revolução Americana de 1776, ganham peso as ideias liberais por toda a Europa. Na França estala a Revolução em 1789. Em Lisboa os liberais jubilam com a derrota da Aristocracia Francesa. Rapidamente se radicaliza a Revolução em Paris, caindo nas mãos da extrema-esquerda, e o centrista Napoleão Bonaparte é chamado ao Poder pela Burguesia assustada, acabando por autonomear-se Imperador. A sua política na Europa é o Bloqueio continental, ou seja a proibição do comércio com a Inglaterra. Aliado deste país, Portugal recusa e Napoleão envia Junot à frente de um grande exército para conquistar o país.

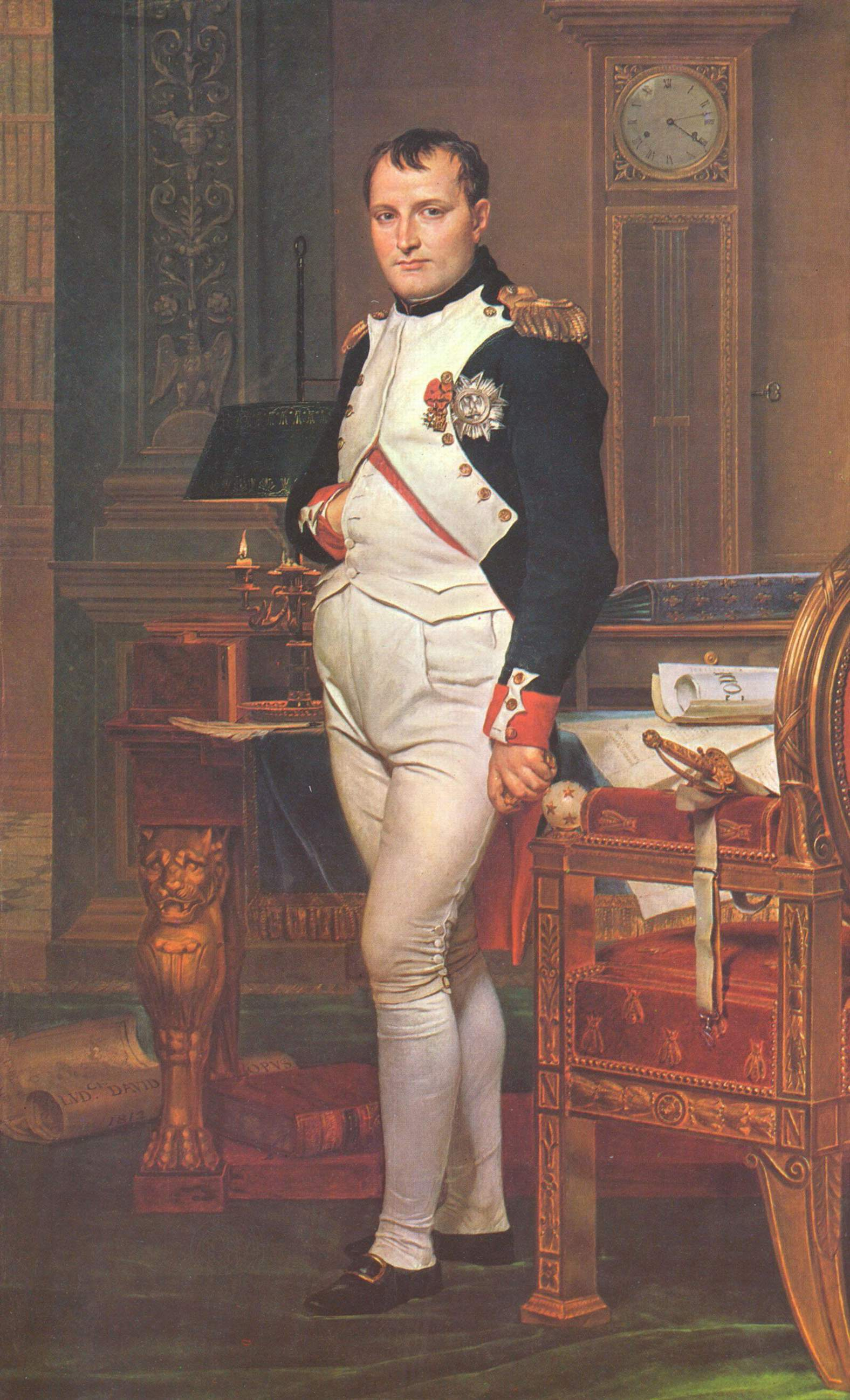
Napoleão Bonaparte

Junot entra em Lisboa no dia 30 de novembro de 1807. A Família Real portuguesa, alta Aristocracia e Clero haviam fugido no dia anterior. Junot é a princípio bem recebido pelos lisboetas e estabelece-se no Palácio de Queluz. As novas ideias liberais são discutidas pela burguesia Lisboeta com os oficiais franceses nos cafés da cidade, em especial no Nicola do Rossio, onde se estabelece o Quartel General Francês. Todos esperam a continuação das reformas do Marquês de Pombal, mas Junot não quer estimular ideias radicais e nada faz. Portugal é antes considerado um país a dividir: Lisboa seria directamente incorporada no Império Francês, enquanto o antigo Portucale seria ressuscitado no Reino da Lusitânia Setentrional.
A falta de reformas e o comportamento violento dos soldados franceses leva finalmente à Junta do Supremo Governo a pedir o auxílio da Inglaterra. É enviado um corpo expedicionário liderado por Wellesley e Beresford, e os franceses em menor número, são obrigados a retirar-se em finais de 1808 entrando simultaneamente, seguindo um acordo de retirada, os Ingleses na cidade onde se estabelecem em Arroios. Lisboa sofre economicamente com a abertura dos portos do Brasil à Inglaterra. Os Ingleses recebem de D. João VI, residente no Rio de Janeiro, o controlo do governo da cidade e país, que administram como uma colónia. Os burgueses partidários da França são executados. São então construídas defesas nos acessos à capital em Torres Vedras, onde desde o tempo dos romanos acabava o território de Lisboa. Aí é vencida e forçada a retirar a nova força de invasão francesa liderada por André Masséna, em 1811. Daí partiriam os ingleses e alguns portugueses sob o General Wellington para libertar a Espanha. Napoleão será finalmente derrotado em 1815.
Com os burgueses de Lisboa sob opressão dos ingleses, são os burgueses do Porto que tomam controlo da cidade e se rebelam contra o colonialismo inglês e pelo Liberalismo em 1820, seguidos pelos de Lisboa a que se juntam expulsando os governadores ingleses num Golpe de Estado. As Cortes são convocadas pelos Liberais e é promulgada uma [[Constituição de 1822, uma Carta dos Direitos do Homem, e o fim dos privilégios do Clero e da Nobreza. O filho do rei, D. Miguel de Portugal encabeça os Reaccionários Conservadores Absolutistas, e inicia a Guerra Civil, contra as forças Revolucionárias Constitucionalistas Liberais do seu irmão o Imperador Pedro I do Brasil, depois Pedro IV de Portugal. É Dom Pedro que vence a guerra em 1834, mas a Constituição promulgada é mais conservadora que o esperado. No entanto são feitas algumas (poucas) reformas liberais, como a extinção das Ordens Religiosas, e a expropriação de muitos bens da Igreja Católica, que havia apoiado os Miguelistas. Desiludidos com Dom Pedro, há nova conspiração em Lisboa no ano de 1836, dos Setembristas (pequenos burgueses e letrados) que exigem a Constituição de 1822; e depois do sentido contrário, dois golpes de Estado dos Absolutistas, em 1836 e 1837. O País divide-se em dois grupos radicais que recusam dialogar um com o outro. Neste ambiente de caos, as grandes potências do norte planeiam a divisão das colónias e províncias do país.
No período de Governo Liberal (1820-1842) é marcado pelas guerras e guerrilhas mas ainda assim são introduzidas diversas reformas e empreendimentos. É finalmente implantado o velho projecto da iluminação pública da cidade, já existente em muitas propriedades privadas da burguesia, entre os anos de 1823 e de 1837. Inicialmente com lamparinas de azeite, mas mais tarde com óleo de peixe, serão substituídos pelas lâmpadas de gás em 1848. Além disso é construída uma nova rede de estradas; e são introduzidos os barcos a vapor ligando Lisboa ao Porto pelo mar. São feitos planos para lançar os caminhos de ferro, mas a guerra com os Conservadores não o permite, e o primeiro troço, entre Lisboa e o Carregado só será inaugurado em 1856.
Este período é marcado pela perda de alguma viabilidade económica da cidade de Lisboa. O Brasil torna-se independente e os seus produtos e ouro já não escoam para a Capital. No período do Cabralismo são atribuídos títulos nobiliárquicos a muitos grandes burgueses, para os compremeter, com algum sucesso, com o partido conservador. Após a sua perda de rendimentos do Brasil a dependência do Estado torna-se atractiva e a classe ociosa teme a competição e apoia as divisões sociais artificiais e rígidas. É nesta época que se multiplicam os Barões e Viscondes desligados de propriedades territoriais, muitos hereditários mas muitos outros limitados à vida do beneficiário, que recebem rendas do Estado ou se dedicam à política corrupta do tempo. A grande aristocracia territorial ganha o hábito de passar o Inverno em Lisboa, seguindo para os seus solar apenas no Verão. No entanto é o povo que mais sofre com as guerras e a perda do Brasil: a cidade estagna e perde importância e de quinta mais populosa da Europa passa para décima e continua a descer. Os empregos tornam-se mais precários e a miséria aumenta novamente.

## Lisboa entre a Europa e a África

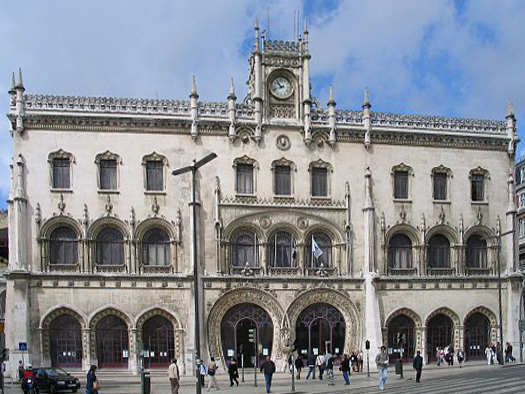
A Estação do Rossio

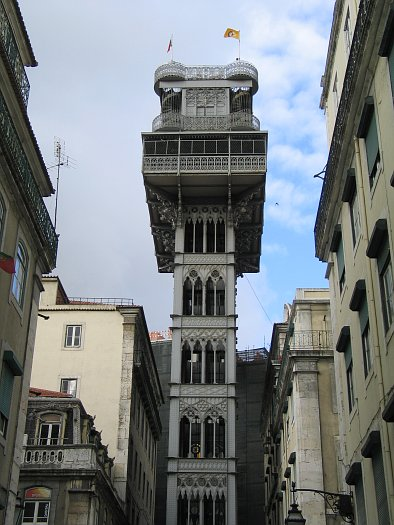
O Elevador de Santa Justa, de 1902

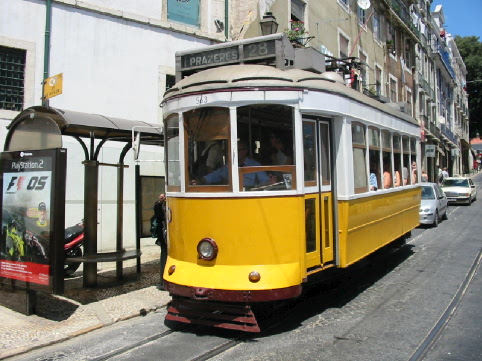
Um elétrico atual (carroçaria de 1901, motorização de 1996)

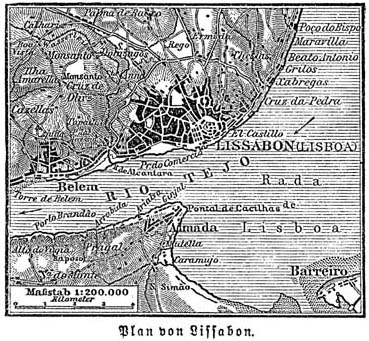
Mapa da cidade em 1885

Após terminarem as guerras e conflitos entre os conservadores e liberais, Lisboa, tendo perdido o ouro e monopólio dos produtos do Brasil, a fonte de toda a sua riqueza desde o fim do século XVI encontrava-se numa situação económica desesperada. No Norte da Europa, as nações iniciavam a industrialização, e enriqueciam com o comércio das Américas (a Inglaterra viria a dominar o comércio brasileiro) e da Ásia. O atraso de Portugal parecia irreversível.
Sem conseguir derrotar definitivamente os Liberais, e assustadas com o desastre económico a que as políticas conservadoras tinham conduzido Portugal desde o século XVI, em contraste com o sucesso liberal da Inglaterra, França e Países Baixos, os Conservadores que dominavam o País e a capital cederam parcialmente. Reformas limitadas seriam permitidas em troca de manter o espírito Católico, rural e conservador e do poder político ser mantido nas mãos dos grandes proprietários. Seriam realizadas eleições mas apenas por aqueles qualificados pela propriedade avultada. A patronagem do Estado seria partilhada com a nova classe e foram concedidos títulos aos grandes burgueses e capitalistas. No entanto mantiveram-se os privilégios e subsídios do Estado às classes dirigentes, e a industrialização seria limitada aos interesses destas.
Neste período Lisboa é uma cidade pobre e suja quando comparada às cidades do Norte da Europa. Quase toda a sua importância comercial se resume ao monopólio que mantém sobre os produtos das colónias portuguesas, especialmente Angola e Moçambique. O próprio país é descrito em Londres, Paris e Berlim como uma extensão do Norte de África, ou seja, um território incapaz de se governar a si mesmo. Iniciam-se as primeiras emigrações já não para governar e dirigir outras terras, mas antes para trabalhar a partir da mais baixa escala social: partem para o Brasil muitos milhares de pobres lisboetas. Face à miséria e atraso de quase todo o país surge em Lisboa uma classe alta muito rica que, como se cega, gasta e comporta-se como se pertencesse às elites do Norte da Europa, enquanto governa um país rural e atrasado, vergado pelo proteccionismo económico, falta de educação e cuidados de Saúde providos pelo Estado. Com a diminuição de importância da terra como factor de riqueza, nobreza territorial e alta burguesia orbitam a Corte Real, vivendo luxuosamente dos subsídios e salários distribuídos por esta com os impostos recolhidos aos pobres. Estabelece-se um regime "de brandos costumes", onde cessam as perseguições, mas também as reformas, e a corrupção é rotina e quase sempre impune.
Entre os governantes inertes e corruptos, existem alguns que melhor compreendem a necessidade de mudanças. Fontes Pereira de Melo é o ministro que mais luta pela liberalização da economia e a industrialização. Vários empreendimentos económicos e industriais são estimulados.
É construída uma rede de caminhos de ferro ligando Lisboa ao Porto e cidades intervenientes, a partir de duas novas estações de comboios, a Estação de Santa Apolónia e a Estação do Rossio. A luz eléctrica é implantada em 1878, substituindo a iluminação a gás. Em termos urbanísticos, são criados os primeiros planos directores. É necessário mudar a imagem da suja capital que choca os visitantes da Europa do Norte. Os habitantes são então estimulados a usar azulejos ou pintar as fachadas de cor-de-rosa, segundo as directrizes municipais (ainda hoje dominam o centro da cidade os inúmeros prédios rosas com azulejos deste período). Além disso são criados os primeiros sistemas de canalizações, esgotos e tratamento de água, respondendo aos ataques de cólera que matam milhares. Utilizando o novo proletariado miserável, é possível agora recalcetar as novas e velhas vias (incluindo o Rossio) tal como havia sido feito em menor escala no século XVI, com a velha técnica da calçada portuguesa. Outras inovações importantes são os carros “americanos” (veículos coletivos de passageiros sobre carris puxadas por cavalos), introduzidos em 1873 (seriam substituídos em 1901 por eléctricos, que ainda hoje existem); os elevadores (funiculares e de cabo sem-fim) que são instalados em várias das colinas depois de 1880.
O centro cultural e comercial da cidade passa então para o Chiado. Com as velhas ruas da Baixa já ocupadas, os donos de novas lojas e clubes estabelecem-se na colina anexa, que rapidamente se transforma. Aqui são fundados os Clubes, como o Grémio Literário famoso das histórias de Eça de Queiróz, e frequentado por Almeida Garrett, Ramalho Ortigão, Guerra Junqueiro, Oliveira Martins e Alexandre Herculano. Estabelecem-se ainda lojas de roupas das modas de Paris e outros produtos de luxo, grandes armazéns no estilo do Harrods de Londres ou das Galerias Lafayette de Paris e novos cafés de Luso-Italianos, como O Tavares e o Café do Chiado.
Novas construções e vias abrem os novos bairros do norte de Lisboa, estimulados pela Câmara Municipal apoiada pelos burgueses. Em 1878 o Passeio Público é demolido e substituído em 1886 pela nova Avenida da Liberdade, desenhada por Ressano Garcia. A Avenida tem mais de um quilómetro e estende-se pelas terras agrícolas, antecipando a expansão urbana. É criado a partir dela todo o eixo urbano central da cidade (hoje em 2005 novamente em expansão). No cimo da avenida é construída a Praça do Marquês de Pombal, da qual partem as novas vias da Nova Lisboa. Nestas Avenidas Novas constroem palacetes as elites de Lisboa, junto a novos edifícios públicos como o Liceu Camões (1907) e a Maternidade Alfredo da Costa (1909). A mais importante destas é a Avenida Fontes Pereira de Melo, para nordeste, que termina na nova Praça Duque de Saldanha. Daí parte a outra grande Avenida, hoje da República mas inicialmente de Ressano Garcia. Nas imediações deste existe o Campo Grande (então um descampado e não um Jardim) e a nova praça de touros do Campo Pequeno, acabada em 1892 num estilo neomourisco. Novos bairros são construídos nas imediações segundo planos semelhantes aos da Baixa Pombalina: o bairro de Campo de Ourique para oeste, e o da Estefânia para leste. Junto ao bairro da Estefânia é construída nova grande Avenida Dona Amélia (hoje Avenida Almirante Reis), ligando-a ao Martim Moniz. Todas estas novas construções transformam a cidade. O novo centro geográfico de Lisboa é o Marquês e a Baixa é apenas a localização das grandes lojas. Para leste estabelecem-se as pequenas classes médias e o povo, enquanto para oeste as altas classes médias e os ricos burgueses.
Culturalmente este é o período em que as touradas e fado se transformam em verdadeiros entretenimentos populares regulares. A eles se junta o teatro popular ou teatro de revista (inventado em Paris) que, com as velhas e eruditas comédias e dramas, disputa os novos teatros da capital. Um entretenimento tipicamente português deste tempo é a Oratória, em que actores corrompem a velha arte do Padre António Vieira em argumentos cantados, floridos e quase sempre superficiais com que disputam prémios. Surgem ainda os primeiros grandes jardins públicos, imitando o Hyde Park de Londres e os jardins das cidades alemãs: o primeiro é o Jardim da Estrela, onde passeiam os burgueses aos fins-de-semana.
Socialmente as classes altas são agora uma mistura de nobres conservadores que são obrigados com relutância a aceitar algumas ideias liberais e burgueses titulados que aderem a muitas ideias conservadoras. A eles juntam-se os brasileiros, os emigrantes pobres e pouco educados que haviam enriquecido no Brasil e voltado para a cidade na ânsia de aceitação nos altos círculos sociais. Lisboa é o centro industrial do país (apesar de a sua industrialização ser mínima comparada à da Inglaterra ou Alemanha). As classes pobres de Lisboa crescem exponencialmente, com a chegada dos primeiros proletários que trabalham nas novas fábricas. Estes vivem muitas vezes em bairros miseráveis e degradados, onde grassa a cólera e outras doenças, trabalhando todo o dia para apenas ter suficiente que comer.
Os liberais das classes médias traídas, cujos impostos pagam os luxos das classes altas sem nada receber em troca, renovam-se num novo movimento liberal mais radical, que ameaça não só os antigos proprietários de terras mas também os novos barões e viscondes capitalistas dependentes do Estado.
Da aliança entre os proletários mais educados e as classes médias nasce o novo Liberalismo Radical, melhor conhecido como Republicanismo devido à sua oposição à aliança de antigos liberais agora dependentes do Estado Monárquico (os burgueses titulados) e Conservadores (velha aristocracia) Monárquicos: os grandes capitalistas, proprietários de terras e dependentes da Corte.

## A Revolução de 1910

As cores do Partido Republicano inspiraram a Bandeira de Portugal

Com o surgimento do compromisso entre os Liberais mais à direita e os conservadores mais moderados, que se manifestou na Monarquia Constitucional, a falta de desenvolvimento e de reformas ainda notável do País levou a ala mais esquerdista, ou radical dos Liberais, constituída principalmente pelas classes médias, a reformular os seus objectivos políticos. Nasceu assim o Partido Republicano que defendia reformas liberais radicais como o sufrágio universal, o fim dos privilégios à Igreja Católica e das rendas aos nobres, e acima de tudo o derrube de uma elite política cada vez mais desacreditada pela corrupção e incompetência. O País endivida-se e está cada vez mais dependente dos Países do Norte. Um episódio catárquico foi sem dúvida a humilhação frente ao Ultimato Inglês, por uma nação aliada.
As condições que possibilitaram a subida ao poder dos Republicanos foram acima de tudo económicas. No fim do século XIX, houve uma lenta e pouco vigorosa industrialização em Portugal, mas ela concentrou-se bastante na cidade de Lisboa. Apesar de o povo do país continuar rural e católico na sua maioria, e apoiar o Rei e a Igreja, nasce então uma nova classe popular em Lisboa (e em menor grau no Porto e na Beira) que partilha ideias mais progressistas: o proletariado. A grande indústria de Lisboa é então o fabrico de derivados do tabaco, mas também existem fábricas de têxteis, vidros, conservas e borracha, entre várias outras. No total, no fim do século XIX haveria muitas dezenas de milhares de trabalhadores nas indústrias numa população total de mais de 300.000 pessoas. As primeiras “zonas industriais” de Lisboa são os bairros de Alcântara, Bom Sucesso e Santo Amaro graças a produção elétrica vinda da Central Tejo. As condições em que vive a nova classe popular de Lisboa são miseráveis. Vindos em grandes números do meio rural sem nada, instalam-se em bairros de lata extensos, nos arredores da cidade, e é frequente as crianças trabalharem longas horas nas fábricas. Outros vêm em grupos grandes da mesma aldeia, e instalam-se em terrenos abandonados, em núcleos fechados no interior da cidade, conhecidos por pátios ou quintais (muito comuns na Graça). Surgem os primeiros bairros operários, cujas habitações são construídas a custo mínimo por empresários para atrair força laboral.
Surgem então os primeiros sindicatos, muitos dos quais se afiliam com os anarquistas. Em vez de se juntarem aos novos partidos Marxistas como noutros países da Europa, outros proletários reúnem-se à volta das classes médias e profissionais (médicos e advogados) do Partido Republicano. Como resultado, o Partido, muito débil no norte do País (com a excepção do Porto), ganha cada vez mais influência na capital. Apesar de defenderem a propriedade e o mercado livre, os republicanos prometem melhoria das condições laborais e medidas sociais. Contudo as classes altas vivem ainda numa sociedade à parte, e não são capazes de reagir às novas exigências excepto com a repressão. O resultado são as acções cada vez mais violentas.
Alarmadas as elites impõem a ditadura em 1907 com João Franco, mas é tarde de mais. Em 1908, a família real sofre um atentado em que morrem o Rei Dom Carlos de Portugal e o Príncipe herdeiro, numa acção provavelmente executada pelos anarquistas (que neste período atacam figuras públicas em toda a Europa). Em 1909 os operários de Lisboa organizam extensas greves. Em 1910, Lisboa revolta-se finalmente. A população da cidade forma barricadas nas ruas e são distribuídas armas. Os exércitos ordenados a reprimir a revolução são desmembrados pelas deserções. O resto do país segue a capital e aceita o regime republicano aí proclamado, apesar de continuar profundamente rural, católico e conservador. É proclamada a Primeira República.
São promulgadas medidas liberais: apoio social aos trabalhadores, com criação do Estado Previdência, direito à greve, fim dos privilégios da Igreja e nobreza, direito ao divórcio. Os impostos são modificados, de um modelo que se baseava nas contribuições dos trabalhadores e classes médias, para outro que tributava mais os mais ricos.

## República
O período da República é marcado pelas disputas e violências políticas. Apesar de a situação ser tensa neste período por toda a Europa, com vários ataques terroristas e tumultos mesmo nos países mais desenvolvidos, em Portugal a situação terá sido mais crítica. Entalado entre as elites monárquicas hostis e os movimentos laborais cada vez mais extremistas, animados pelas novas teorias do anarquismo e marxismo, que apelam à luta nas ruas contra os "regimes burgueses", e herdando uma dívida pública recorde dos últimos anos da Monarquia, a República é um período de convulsões: sucedem-se as greves gerais (agora legais), as manifestações e mesmo os atentados à bomba e bala nas ruas de Lisboa, e a classe política Republicana divide-se sobre o modo de lidar com a situação. Em 1912, os monárquicos aproveitam o descontentamento com as leis liberais dos republicanos no norte do país, e aí tentam o golpe de estado, que falha. Em 1916, Portugal entra do lado aliado na Primeira Guerra Mundial, enviando homens e recursos muito consideráveis num período de crise, e a situação económica e política fica cada vez mais tensa, havendo mesmo episódios de fome.
O resultado são mais golpes de Estado contra a república democrática pelos conservadores e pró-católicos, muitas vezes com o apoio dos líderes dos sindicatos e movimentos de trabalhadores que pretendem criam distúrbios que lhes permitam mais ganhos revolucionários: em 1915, toma pela força o poder o general Joaquim Pimenta de Castro, e em 1917 Sidónio Pais assume o Poder de forma autoritária e inconstitucional. Ambos dissolvem o Parlamento e governam de forma ditatorial. Em 1918 cai sobre a cidade a gripe espanhola, que mata muitos milhares e piora a situação dos operários, que de seguida se revoltam várias vezes, e Sidónio Pais é assassinado.
Neste período é construída grande parte dos edifícios de habitação ao longo do norte da cidade aberto pelas Avenidas Novas. Pintados com as cores tradicionais da cidade, amarelo, cor-de-rosa e azul claro, com fachadas de vários andares encabeçadas por mansardas, formam ainda hoje a mais visível face da cidade. Quase todos são erguidos por pequenos empresários, na sua maioria oriundos da cidade de Tomar, e por isso conhecidos como patos bravos. Alguns dos novos edifícios são construídos à pressa e com poucas preocupações de segurança, que dariam origem a vários acidentes com desmoronamentos e vítimas mortais nos anos seguintes.
O fim da I República ocorre em 1926, quando a direita conservadora antidemocrática (ainda em pleno século XX largamente liderada pelos descendentes da antiga Nobreza do norte de Portugal e pela Igreja Católica) toma finalmente o poder após mais duas tentativas em 1925, alegadamente de forma a por fim à anarquia que ela própria tinha largamente criado. Inicialmente militar, liderado pelo General Gomes da Costa, o novo governo rapidamente adopta uma ideologia semi-fascista sob a liderança de Salazar. Neste período, Lisboa teve um grande crescimento populacional, motivado pelo seu desenvolvimento económico e o progresso industrial. Verificou-se a partir dos anos 50 e, sobretudo nos anos 60, um intenso êxodo rural da província para a capital. Os seus arredores encheram-se de camponeses e desenraizados do campo que habitavam em bairros de lata miseráveis. O maior e mais conhecido era o da Brandoa. O regime de Salazar e Marcello Caetano seria derrubado pela revolução dos cravos num golpe de estado realizado em Lisboa a 25 de Abril de 1974. Com a adesão à União Europeia em 1986, surgiram então planos urbanísticos para realojar a imensa população residente em áreas desfavorecidas. Hoje em dia não existem praticamente bairros de lata na capital e seus arredores embora subsistam sérios problemas em bairros degradados. Mas mesmo esses têm assistido a uma certa renovação, como no caso da Mouraria. Um outro grande impulso para Lisboa foi a Expo 98 que abriu um novo espaço para a capital, o Parque das Nações.